# پژو ۳۰۸
پژو ۳۰۸ یک خودروی خانوادگی کوچک (در کلاس C) است که توسط پژو تولید می‌شود. این خودرو در ۵ ژوئن ۲۰۰۷ رونمایی گردید و در سپتامبر همان سال به بازار ارائه شد. توسعه این خودرو با نام پروژه T7 انجام شد و این خودرو نخستین مدل از نسل هشتم (X08) محصولات پژو می‌باشد. دامنه گسترده‌ای از موتورهای بنزینی و دیزل برای ۳۰۸ قابل نصب است. در مارس سال ۲۰۱۱ بر روی ۳۰۸ فیس لیفتی انجام شد و در نمایشگاه خودرو ژنو به نمایش درآمد. نسل دوم این خودرو با چهره و امکاناتی کاملاً متفاوت در پاییز سال ۲۰۱۳ معرفی شد و توانست در سال ۲۰۱۴ مقام خودروی سال اروپا را کسب کند.
نسل سوم نیز به‌عنوان نخستین خودروی پژو با نشان جدید این شرکت، در سال ۲۰۲۱ عرضه شد.

## تاریخچه
پژو ۳۰۸ از سبک طراحی خودروی کانسپت پژو ۹۰۷ در چراغ‌ها، خطوط دینامیکی و آیرودینامیکی بهره می‌برد. این موضوع به دلیل آنست که طراحی این دو خودرو به صورت موازی و توسط تیم طراحی با سرپرستی جرارد وِلتر پیش می‌رفت. در زمینهٔ کیفیت و محصول نهایی، پژو خودروسازان آلمانی به ویژه آئودی را هدف گرفته بود؛ مخصوصاً مدل آئودی ای۳ که هم کلاس و هم قیمت این خودرو نیز بود.
در سپتامبر ۲۰۰۷، مدل ۵ در هاچ بک آن معرفی و جایگزین پژو ۳۰۷ شد. پس از آن در دسامبر همان سال مدل ۳ در و در آوریل ۲۰۰۸ مدل استیشن واگن آن معرفی شد. در ادامهٔ جایگزینی‌ها، پژو ۳۰۸ سی سی در مارس ۲۰۰۹ به عنوان جایگزین پژو ۳۰۷ سی سی معرفی شد. در سپتامبر سال ۲۰۰۷از کانسپت پژو ۳۰۸ آر سی زد در نمایشگاه فرانکفورت رونمایی شده بود که یک خودروی کوپه اسپرت براساس پژو ۳۰۸ بود که در نوامبر ۲۰۰۹ با حذف نام ۳۰۸ از آن، با نام پژو آر سی زد تولید شد.
در سال ۲۰۱۰ تولید نسخهٔ ۳در آن متوقف می‌شود و در نهایت در سال ۲۰۱۱، نسل دوم آن با امکانات متفاوت نسبت به نسل اول و موتورهای جدیدتر معرفی می‌گردد.

## نسل اول (تی۷؛ ۲۰۰۷)

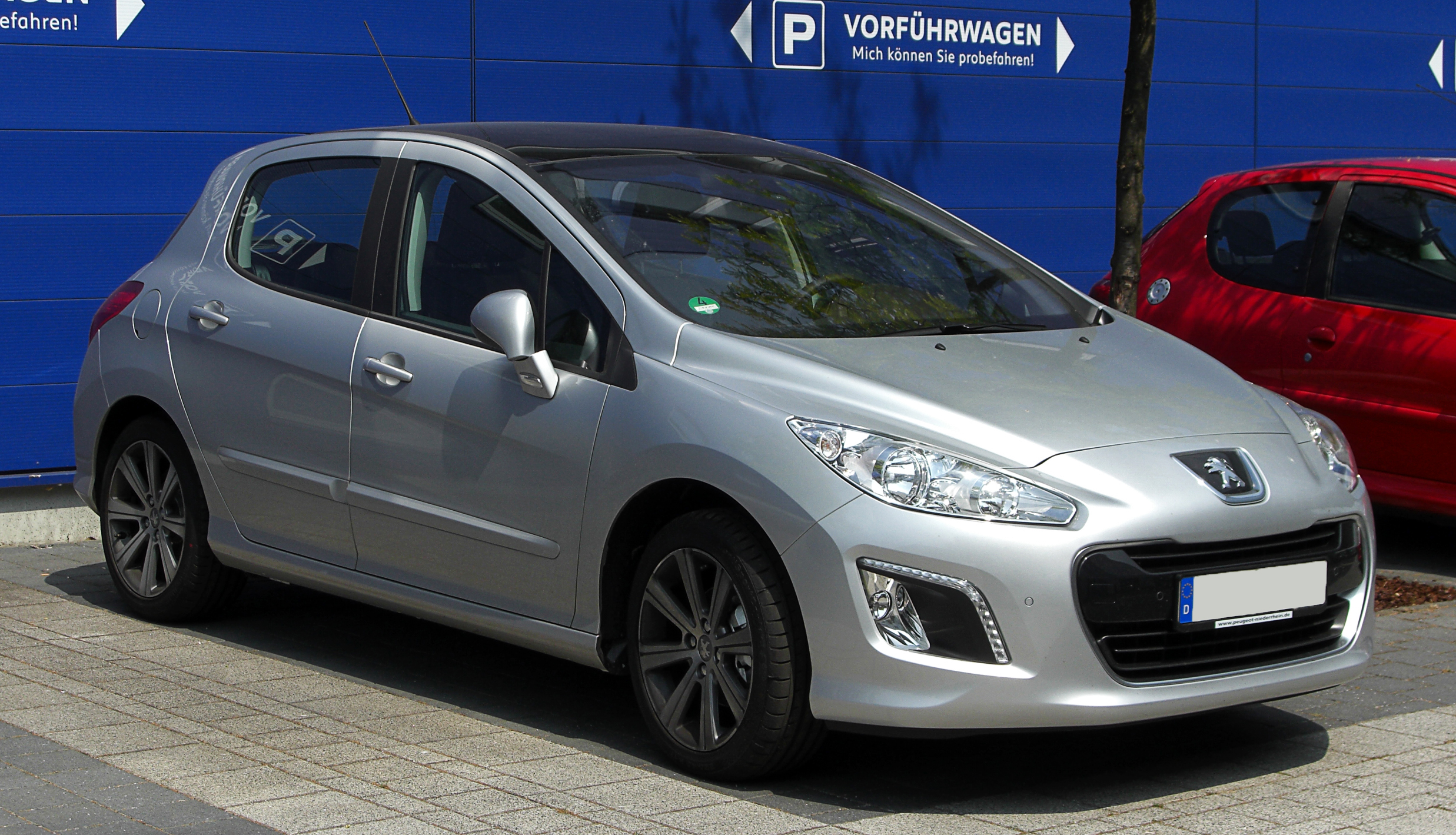
۳۰۸ نسل اول، فاز دوم

پژو ۳۰۸ به عنوان جانشین پژو ۳۰۷ در ۵ ژوئن ۲۰۰۷ به بازارهای جهانی معرفی شد. فاز یک این خودرو دارای ضریب درگ ۰٫۲۹ بود که در فاز دوم، به مقدار ۰٫۲۸ رسید.
تولید این خودرو در سوشو و مولوز فرانسه آغاز شد، بعداً خطوط تولید آن در سال ۲۰۱۰ در روسیه و ۲۰۱۲ در آرژانتین راه اندازی شد. فاز یک این خودرو در بین سال‌های ۲۰۰۷ تا ۲۰۱۱ با تنوع اتاق‌های ۳ و ۵ در هاچ بک، ۴ در سدان (مخصوص بازار چین)، ۵ در استیشن و ۲ در کروک تولید شد. فاز دوم نیز در بین سال‌های ۲۰۱۱ تا ۲۰۱۳ تولید شد که در آن، تولید نسخهٔ ۳ در هاچ بک متوقف شده بود. در نهایت در سال ۲۰۱۱، نسل دوم پژو ۳۰۸ با امکانات متفاوت نسبت به نسل اول و موتورهای جدیدتر معرفی گشت.

### بدنه‌ها

#### هاچ‌بک، جی‌تی‌آی

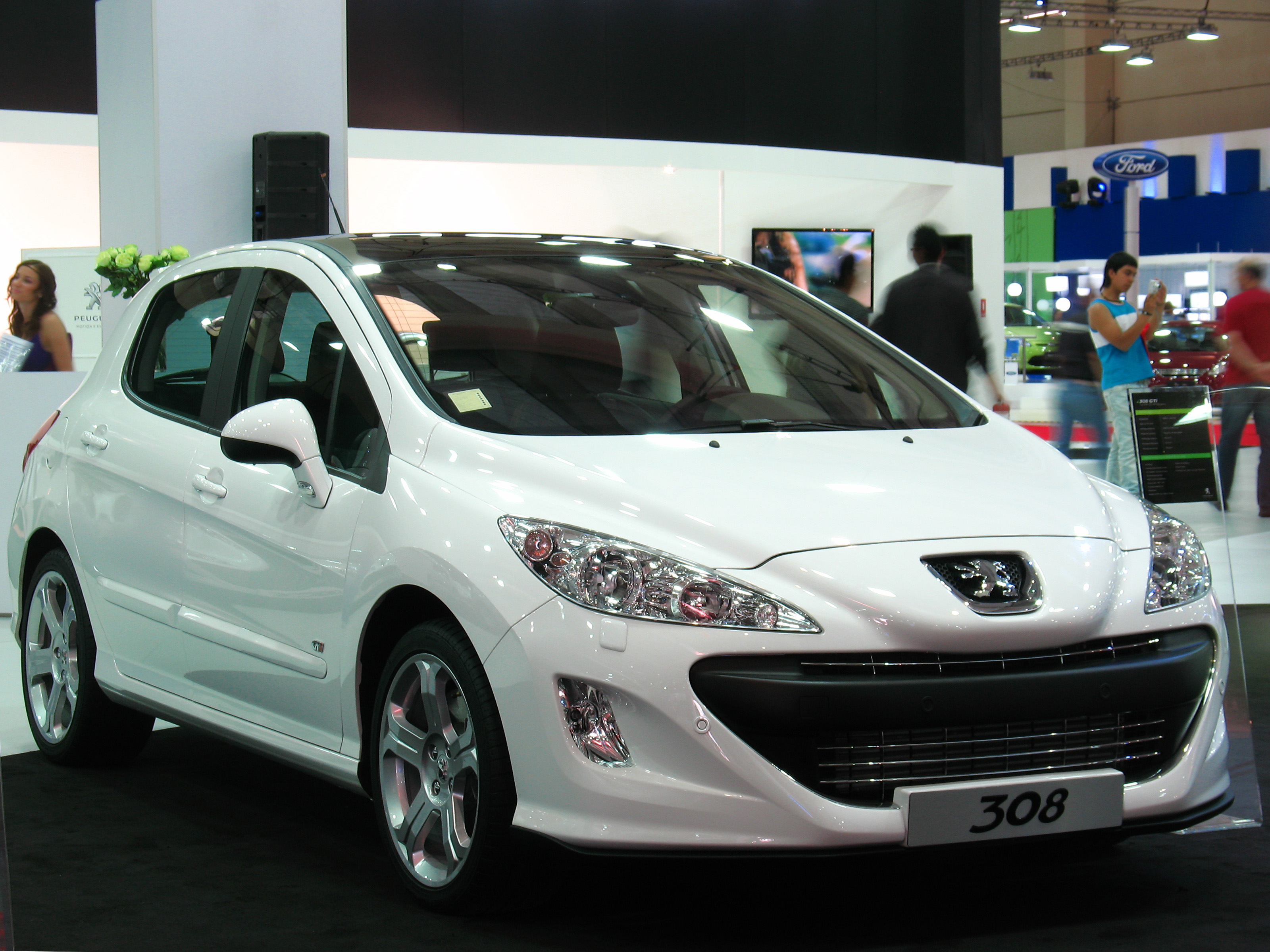
۳۰۸ هاچ‌بک جی‌تی‌آی نسل اول، فاز یک

پژو ۳۰۸ نسل اول، به دو صورت هاچ بک ۵ در و هاچ بک ۳ در (در برخی از کشورها) قابل سفارش بود. در سال ۲۰۱۰ پژو ضمن اعلام توقف تولید مدل ۳ در، از مدل جی‌تی‌آی پژو ۳۰۸ (که در بازار انگلستان به نام جی‌تی شناخته می‌شد) رونمایی کرد که به یک موتور ۱٫۶ لیتری توربوشارژ با توان خروجی ۲۰۰ اسب بخار مجهز بود.

#### استیشن

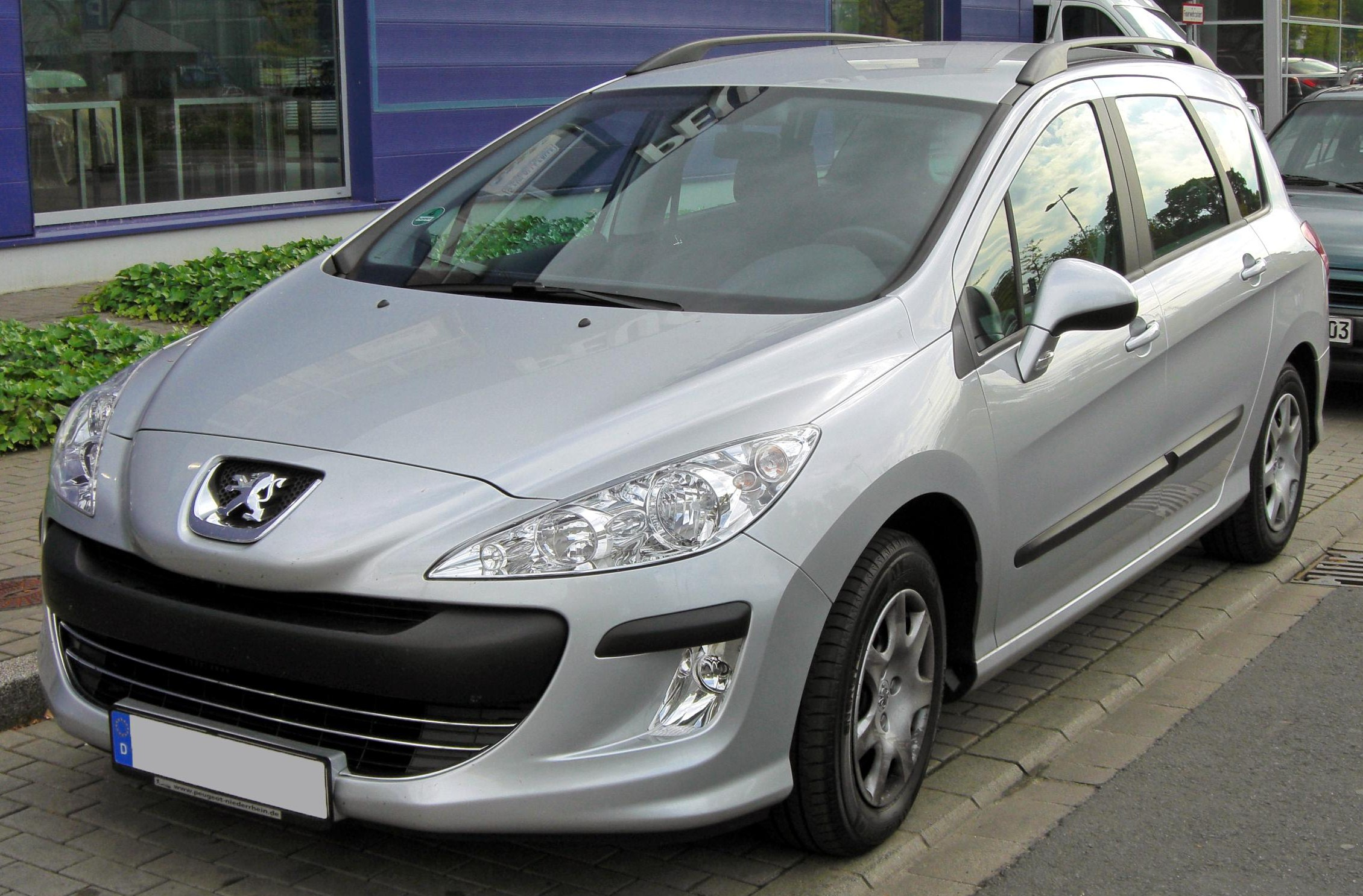
۳۰۸ استیشن نسل اول، فاز یک

پژو در نمایشگاه خودرو فرانکفورت در سال ۲۰۰۷، از کانسپت پژو ۳۰۸ اس‌دبلیو پرولوگ رونمایی کرد و در نمایشگاه خودروی ژنو در سال ۲۰۰۸، نسخهٔ تولیدی از پژو ۳۰۸ استیشن را معرفی نمود و در تابستان همان سال تولید آن آغاز شد. پژو ۳۰۸ استیشن در دو مدل ۵ یا ۷ صندلی قابل سفارش بود. نسل اول پژو ۳۰۰۸، یک کامپکت ام‌پی‌وی بر اساس پژو ۳۰۸ استیشن بود.

#### کوپه روباز (سی‌سی)

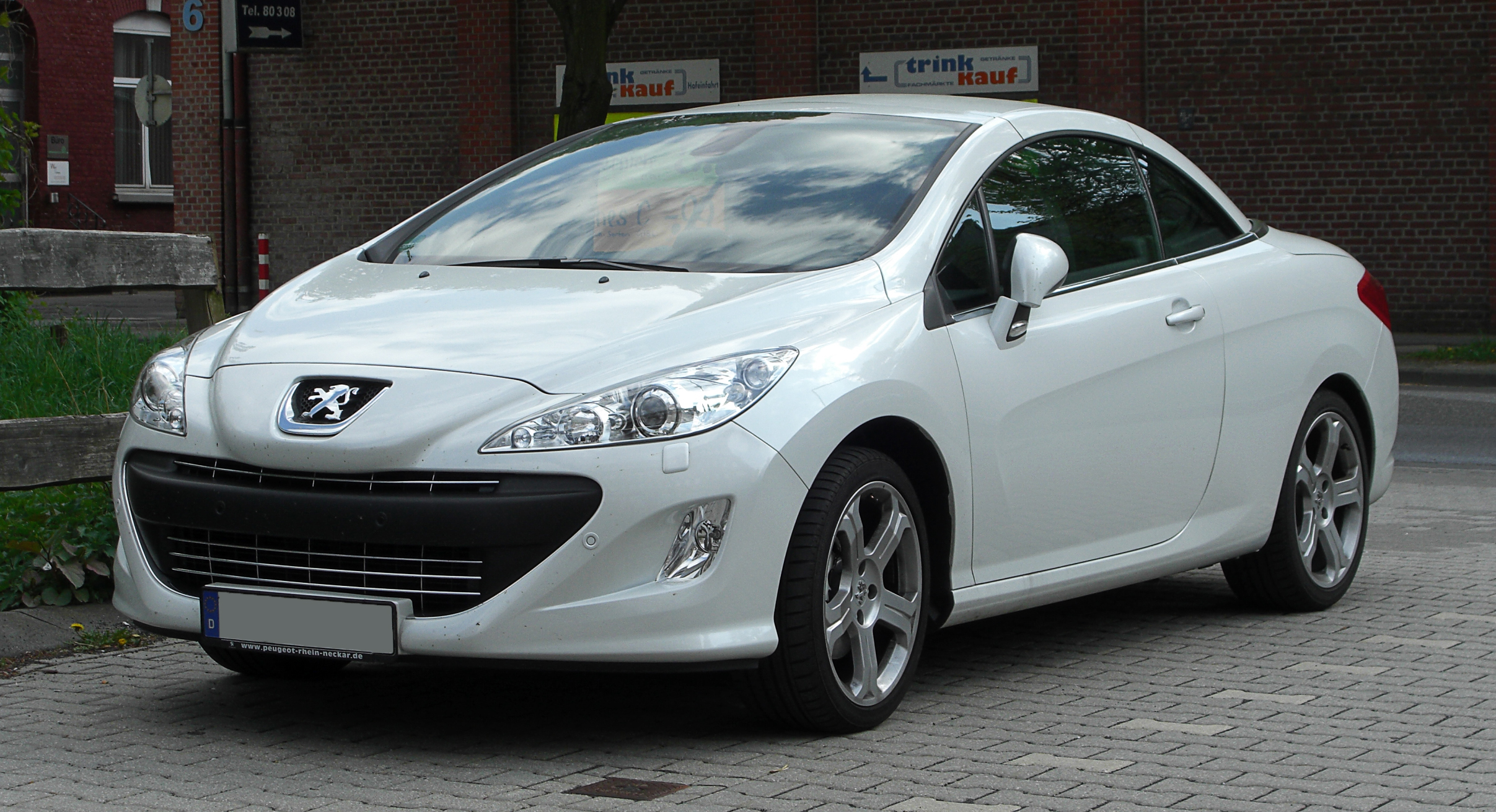
۳۰۸ سی‌سی نسل اول، فاز یک

در بهار ۲۰۰۹، پژو ۳۰۸ سی‌سی که یک خودروی کوپه با سقف جمع شونده فلزی بود معرفی و جایگزین پژو ۳۰۷ سی‌سی شد. سقف این خودرو در عرض ۲۰ ثانیه به‌طور کامل جمع شده و در صندوق قرار می‌گیرد. حجم صندوق این خودرو در حالت سقف بسته ۴۶۵ لیتر و درحالت سقف باز، ۲۶۶ لیتر می‌باشد.

#### سدان

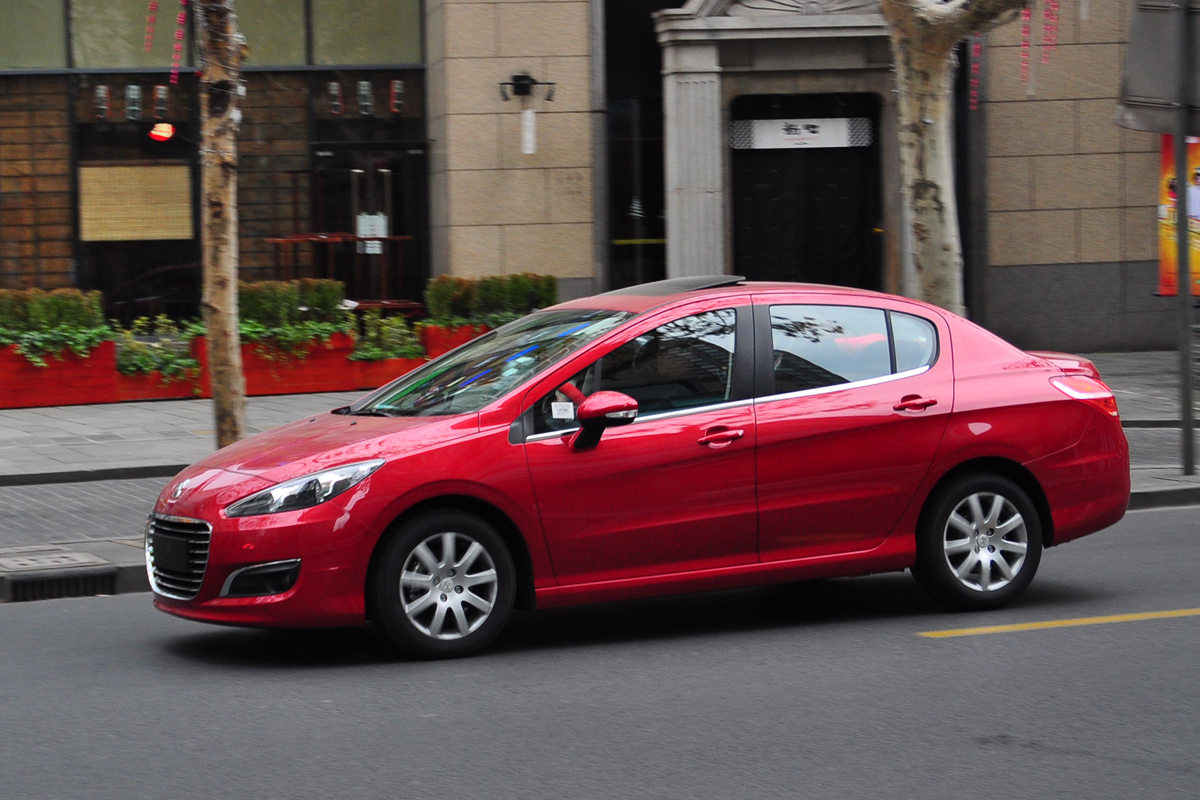
۳۰۸ سدان نسل اول

یک مدل چهار در سدان از پژو ۳۰۸ در سال ۲۰۱۱ مخصوص بازار چین معرفی شد. این مدل انحصارا توسط دانگ‌فنگ موتور چین تولید می‌گردید. تولید این خودرو بر روی فاز دوم از نسل اول پژو ۳۰۸ آغاز شد و در عین حال، چهرهٔ آن با نسخه فاز دوم اروپا بسیار متفاوت بود. تفاوت‌ها در فرم جلو پنجره، قطعات کرومی بدنه و فرم ال‌ای‌دی‌های چراغ‌ها بیشتر نمایان بود؛ در عین حال، داخل خودرو با مدل‌های اروپایی یکسان بود.

### فاز دوم
فیس لیفت پژو ۳۰۸ برای اولین بار در نمایشگاه خودروی ژنو در سال ۲۰۱۱ رونمایی شد که شامل تغییراتی در چهره جلو و عقب خودرو می‌شد. در این فیس لیفت همچنین پژو از یک مدل هیبریدی با تکنولوژی‌های استاپ-استارت، بازیافت انرژی در حین کاهش سرعت و یک باتری هیبرید که انرژی مضاعف در حین شتاب‌گیری تأمین می‌کند، رونمایی نمود.
فاز دوم، بر روی تمام مدل‌های هاچ‌بک، استیشن وسی‌سی اعمال شد.

### نگارخانه

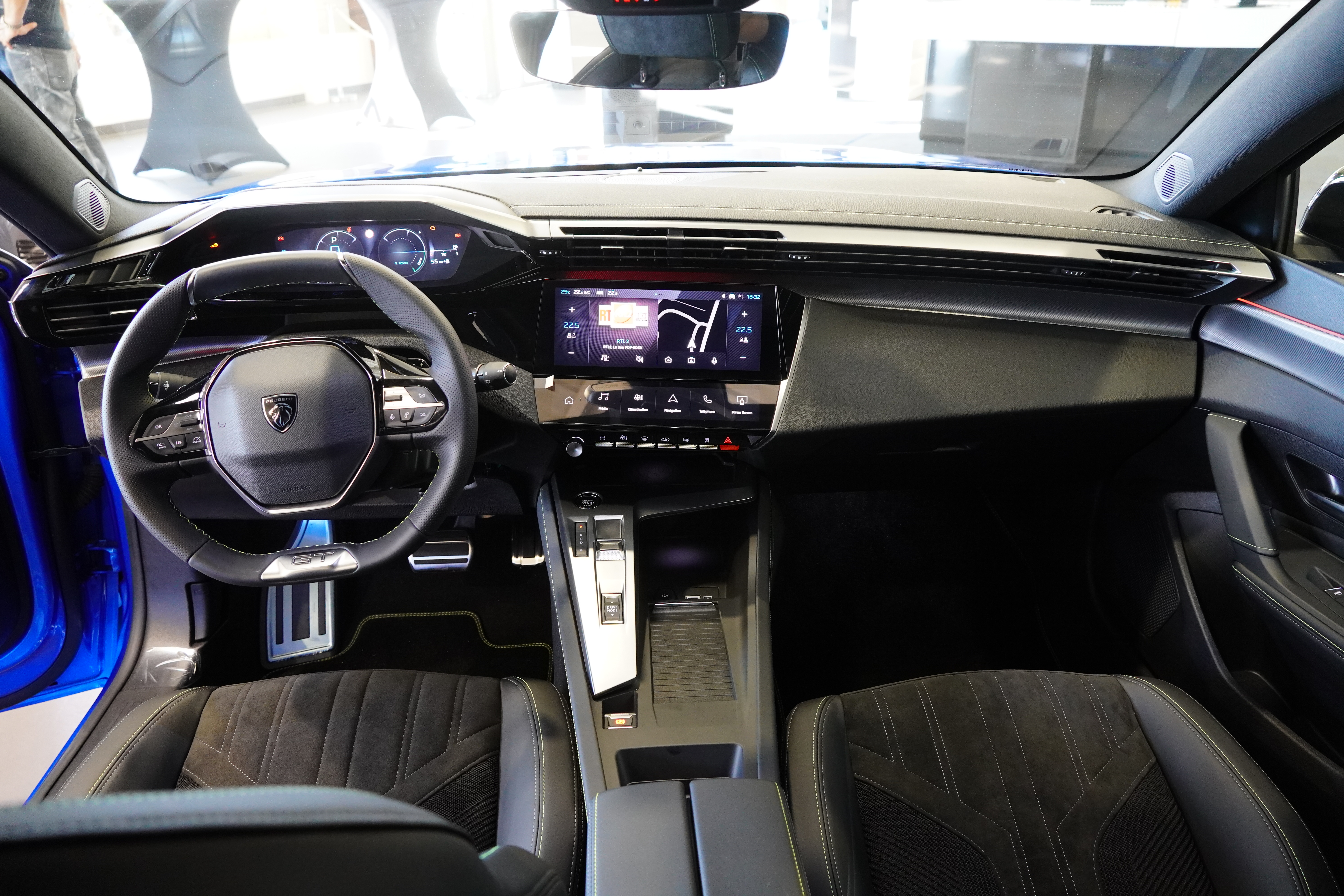
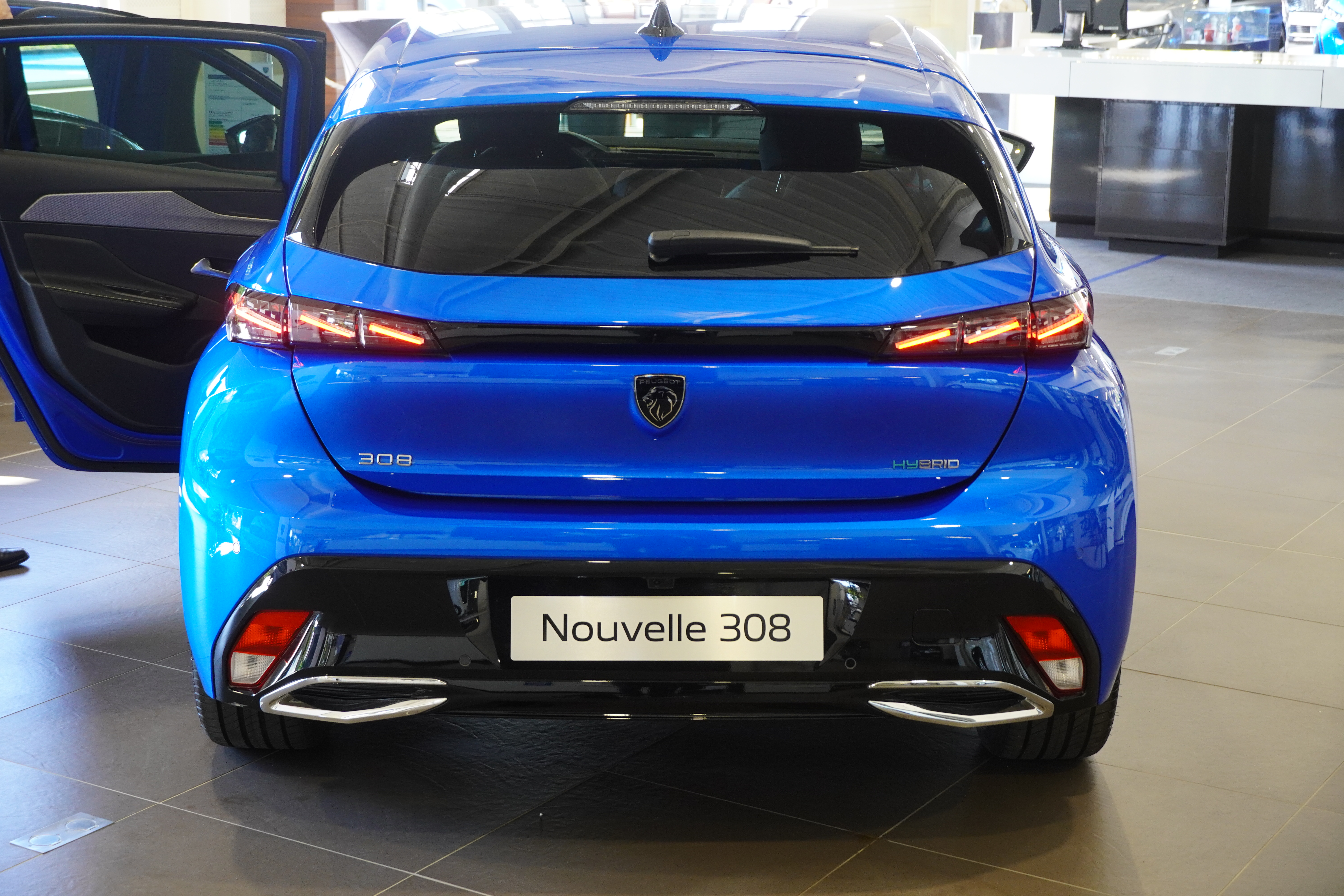
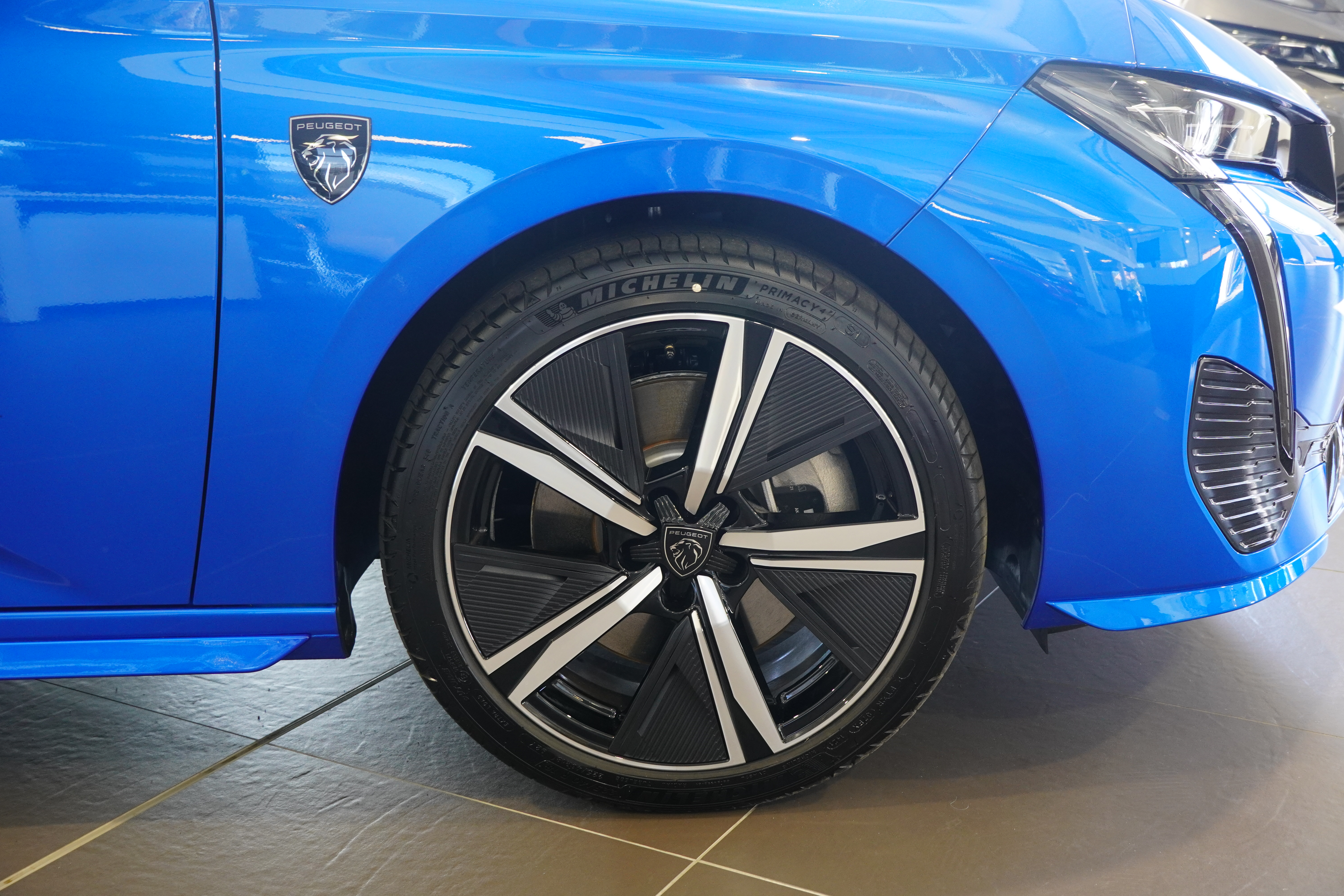
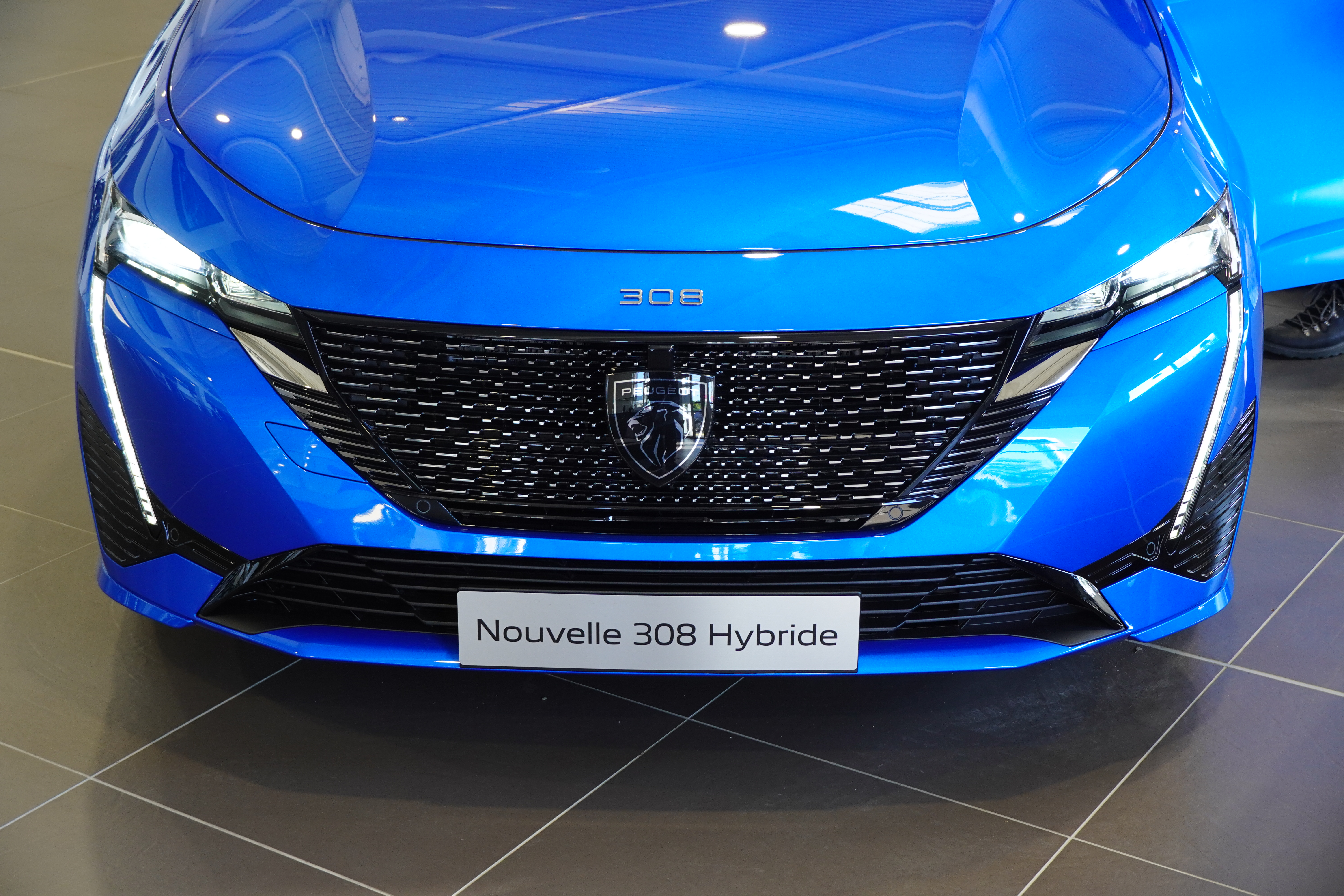
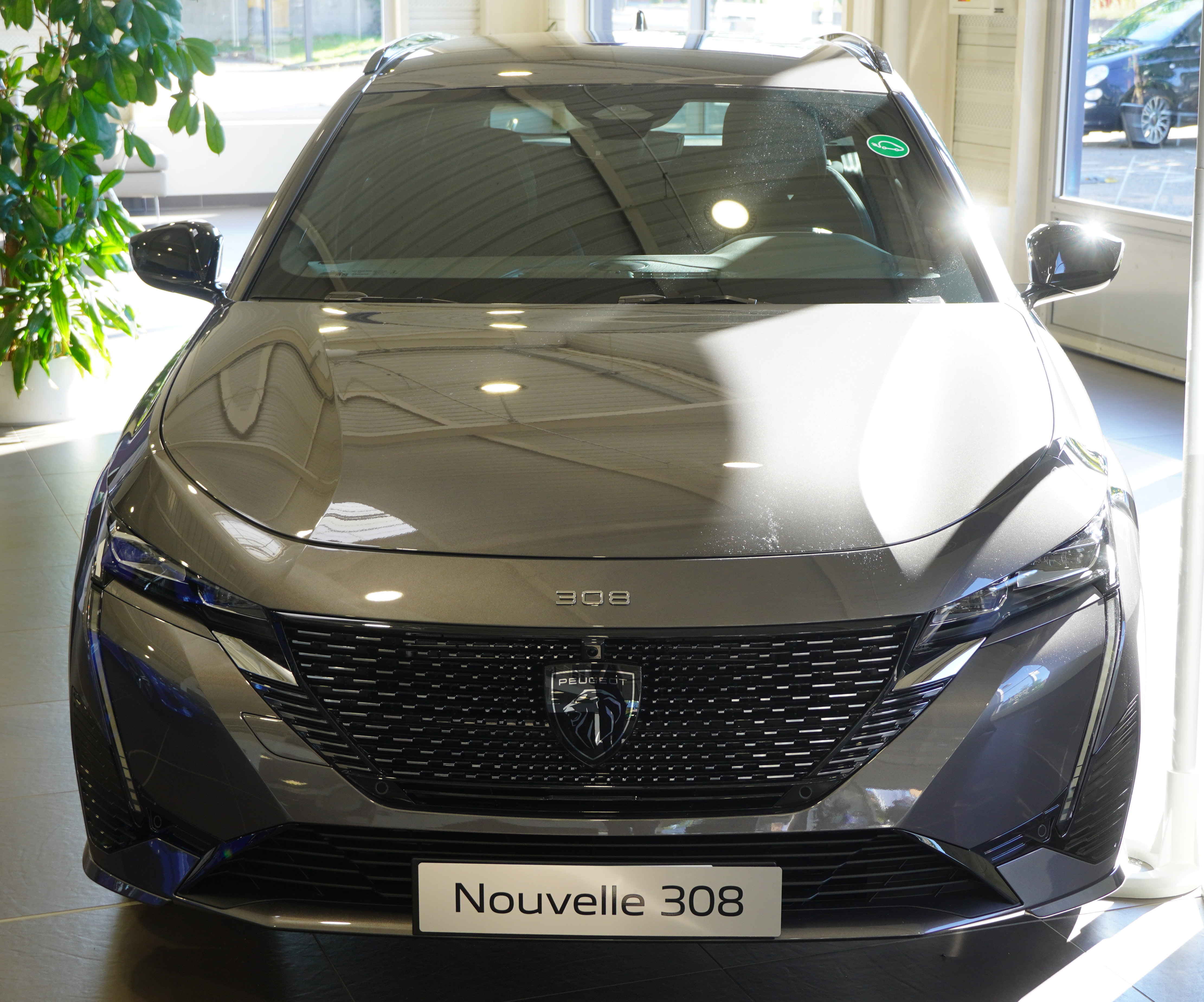
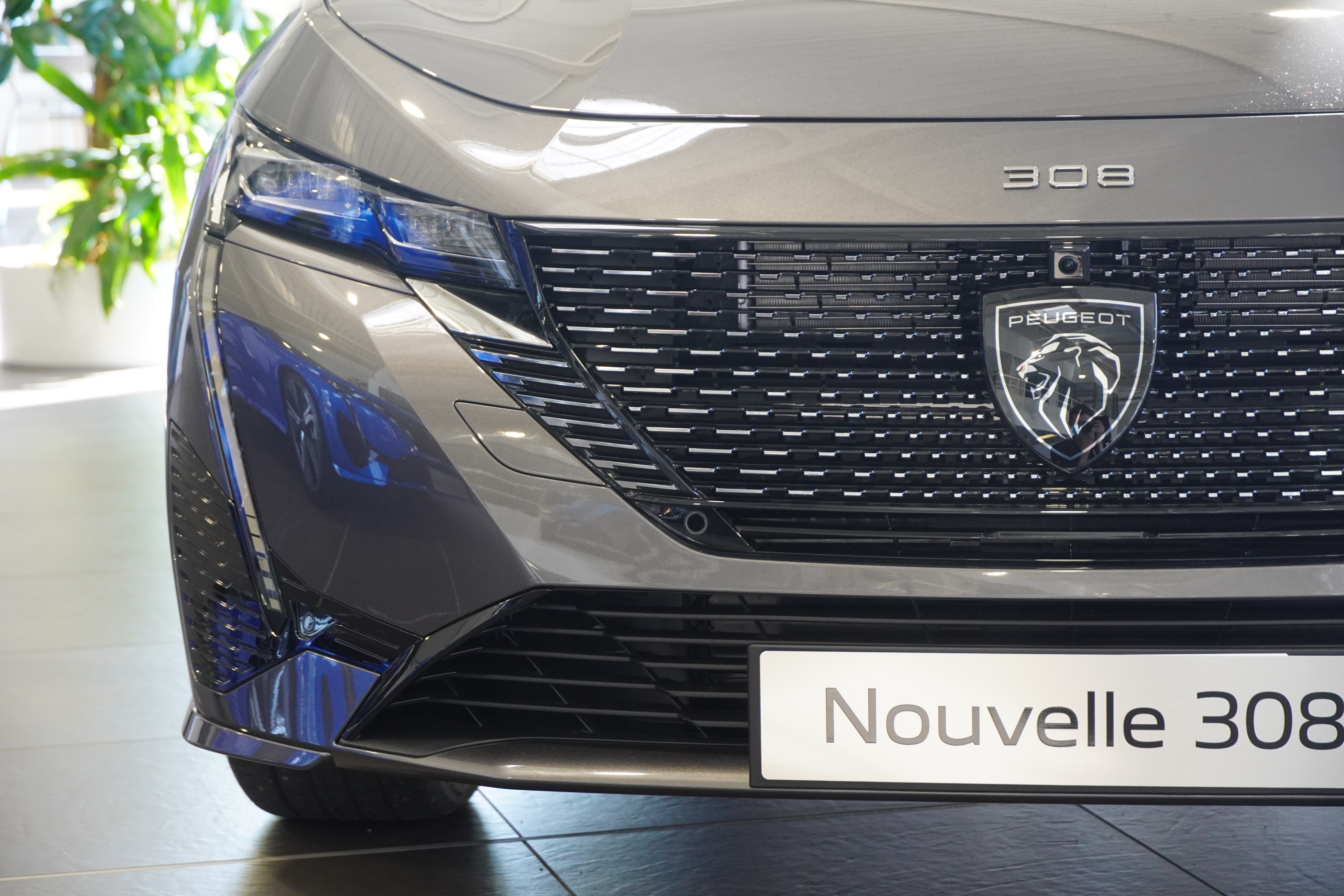
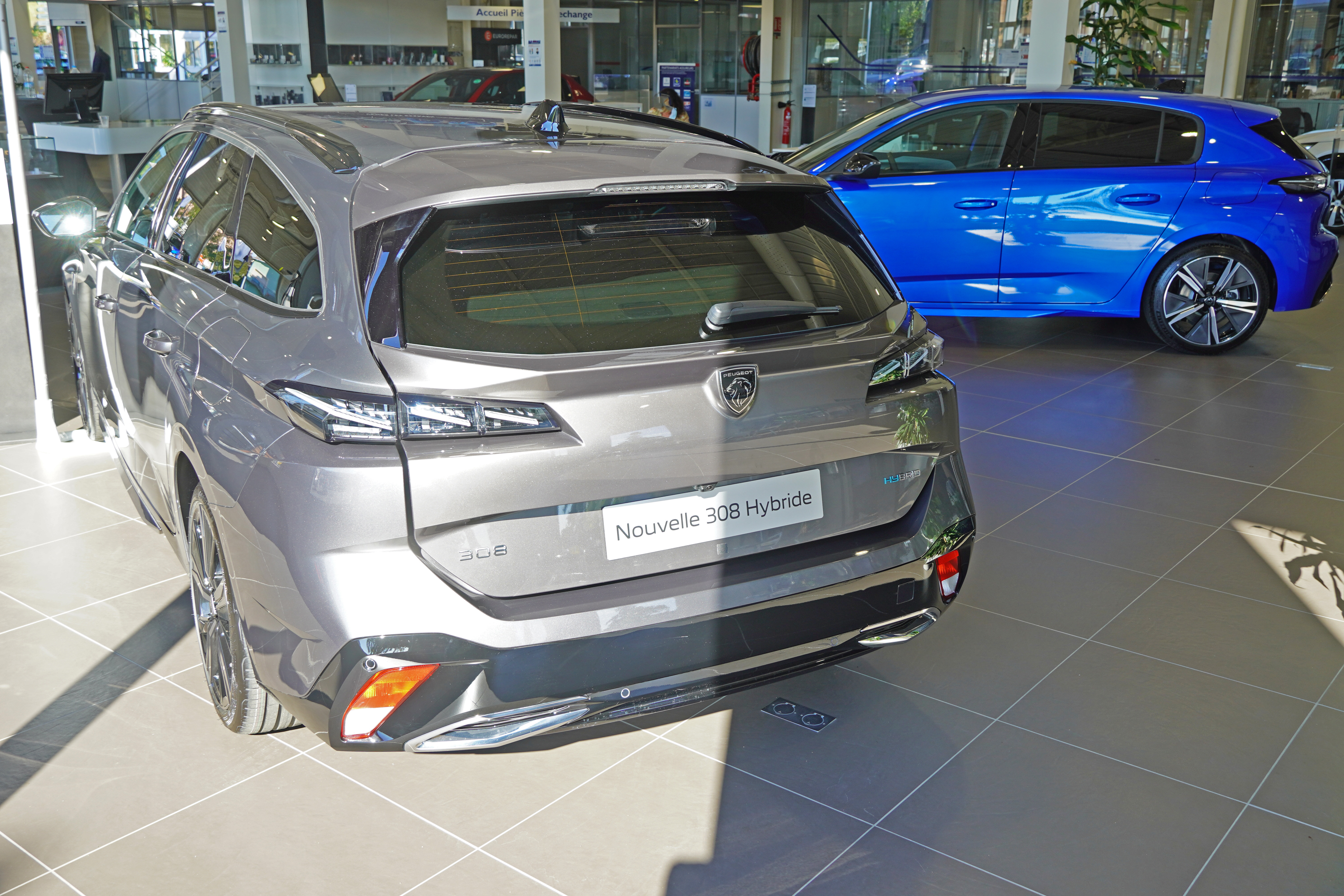
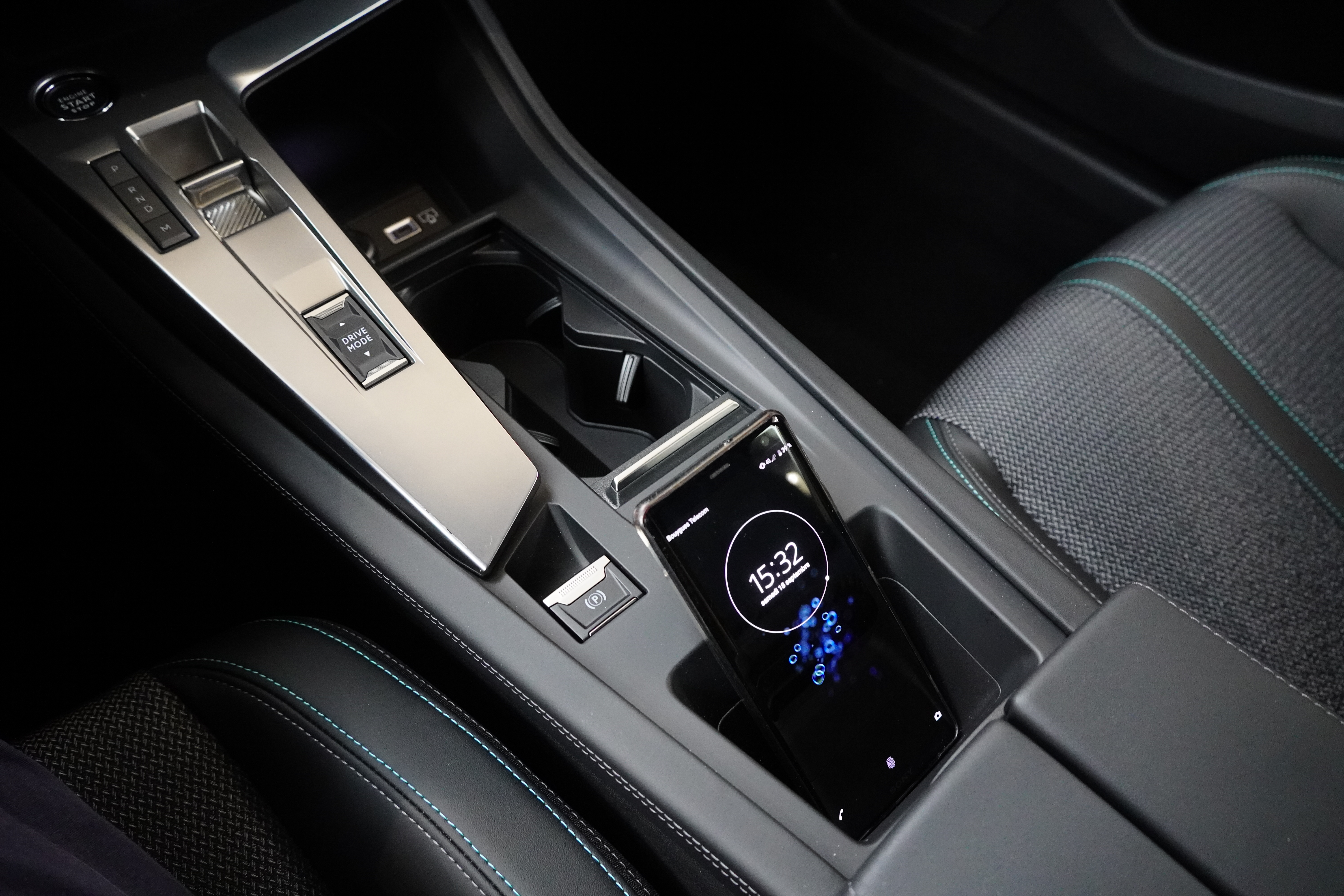
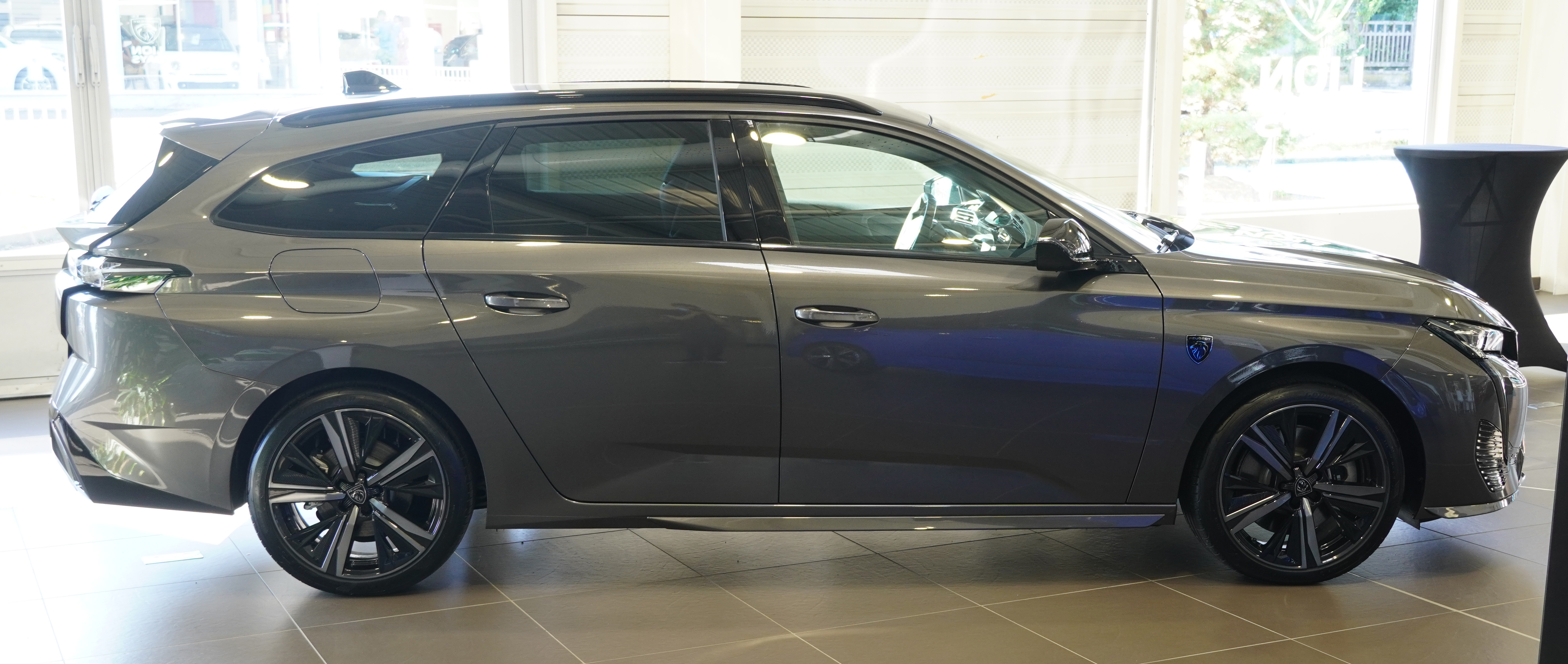
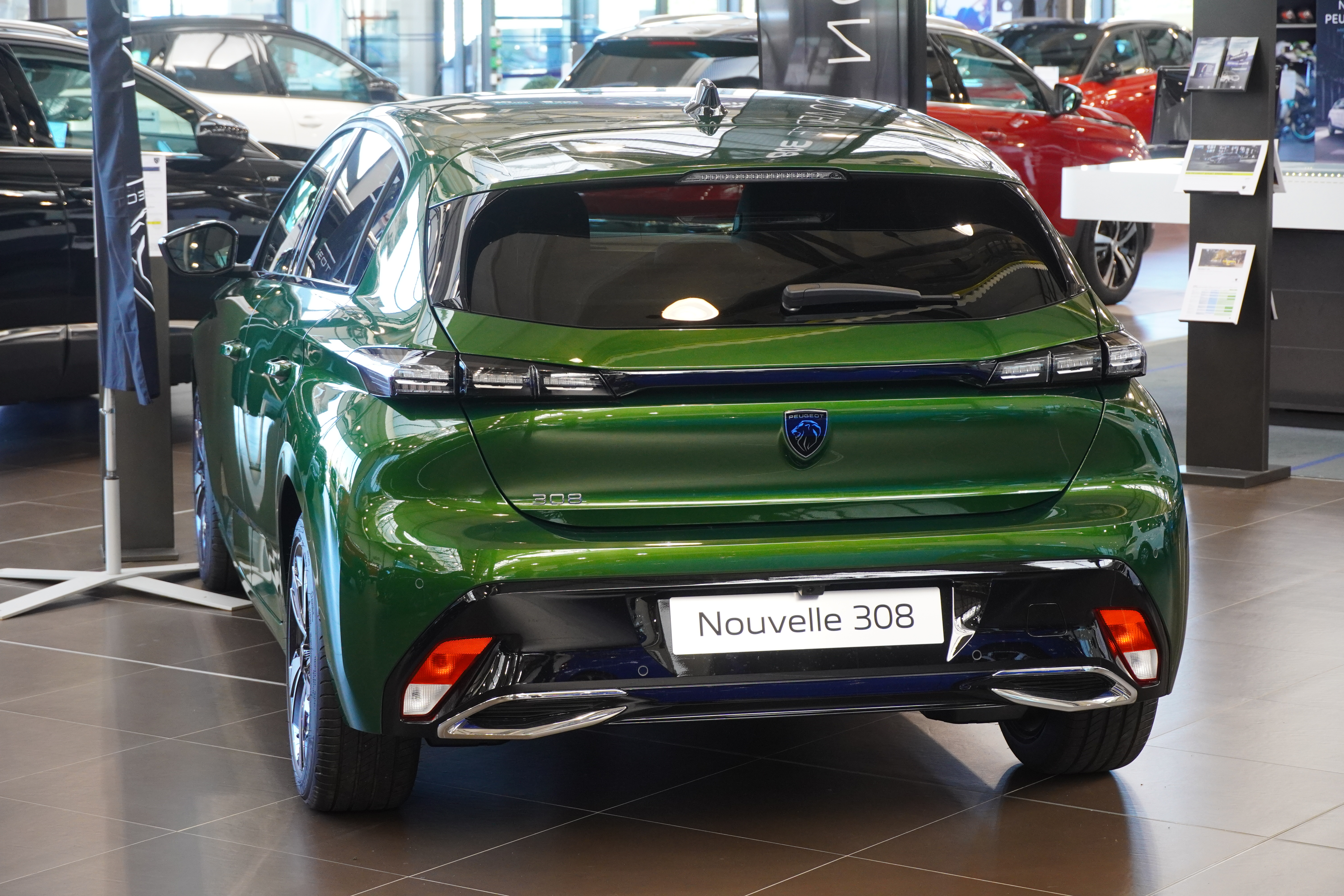
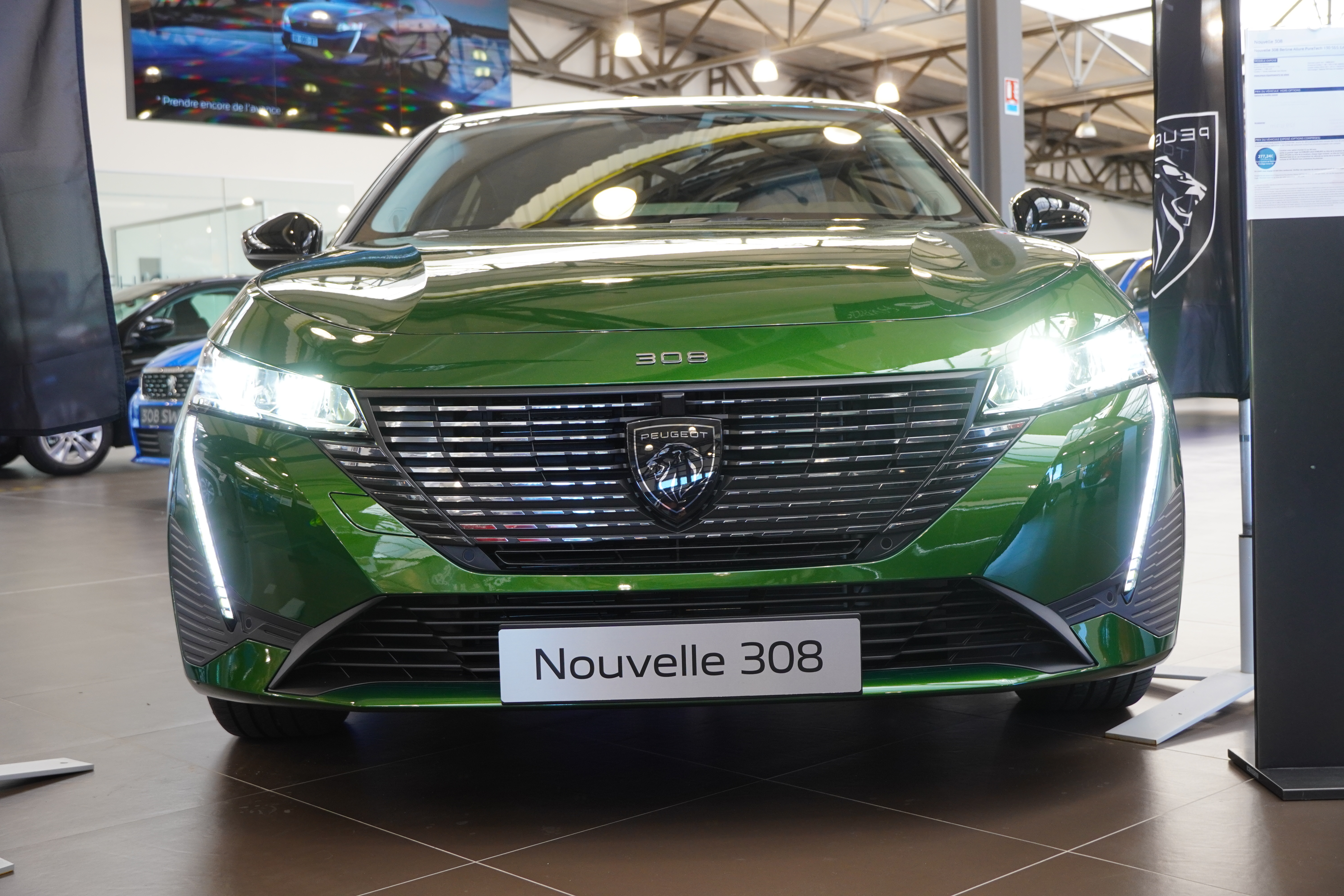
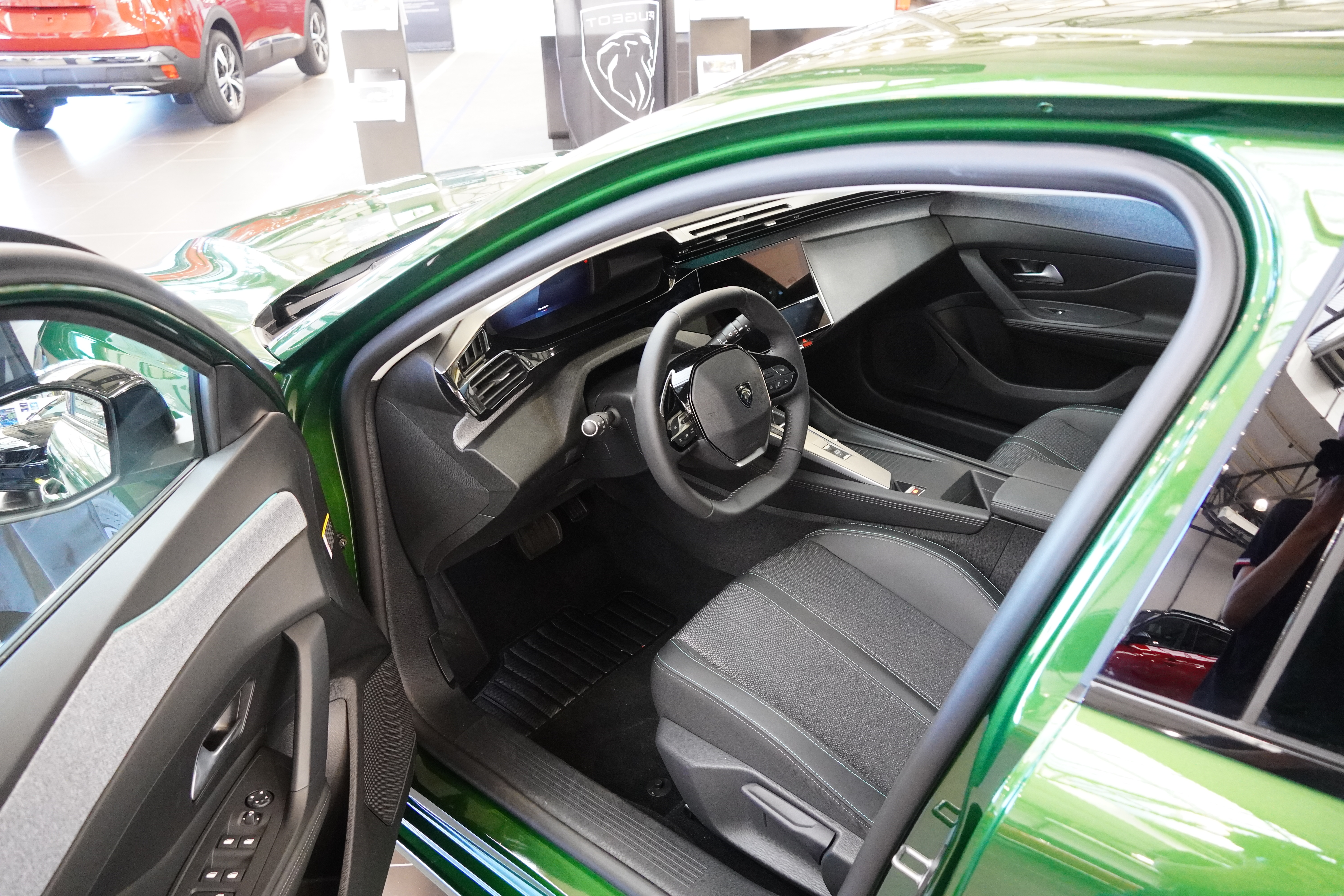
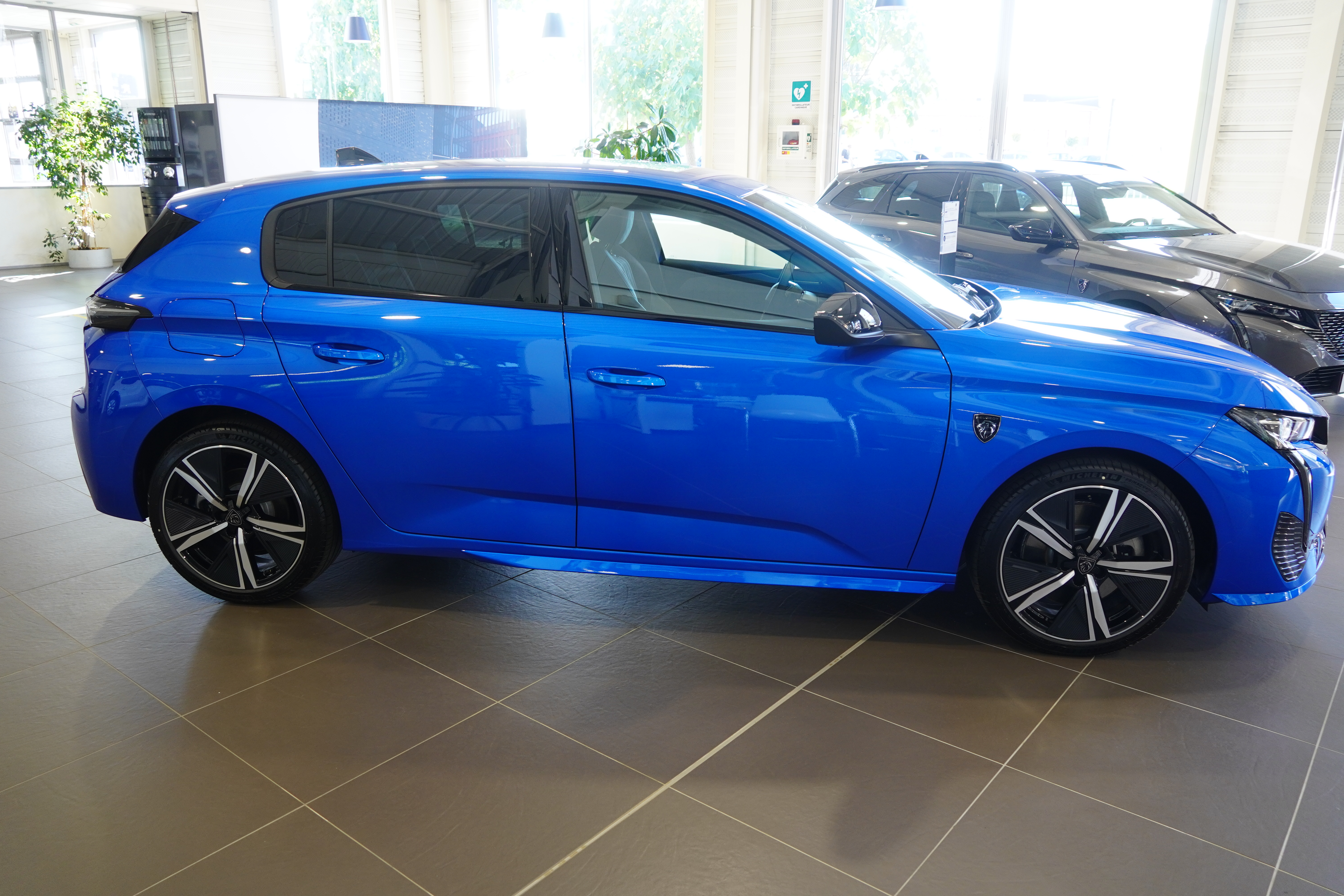
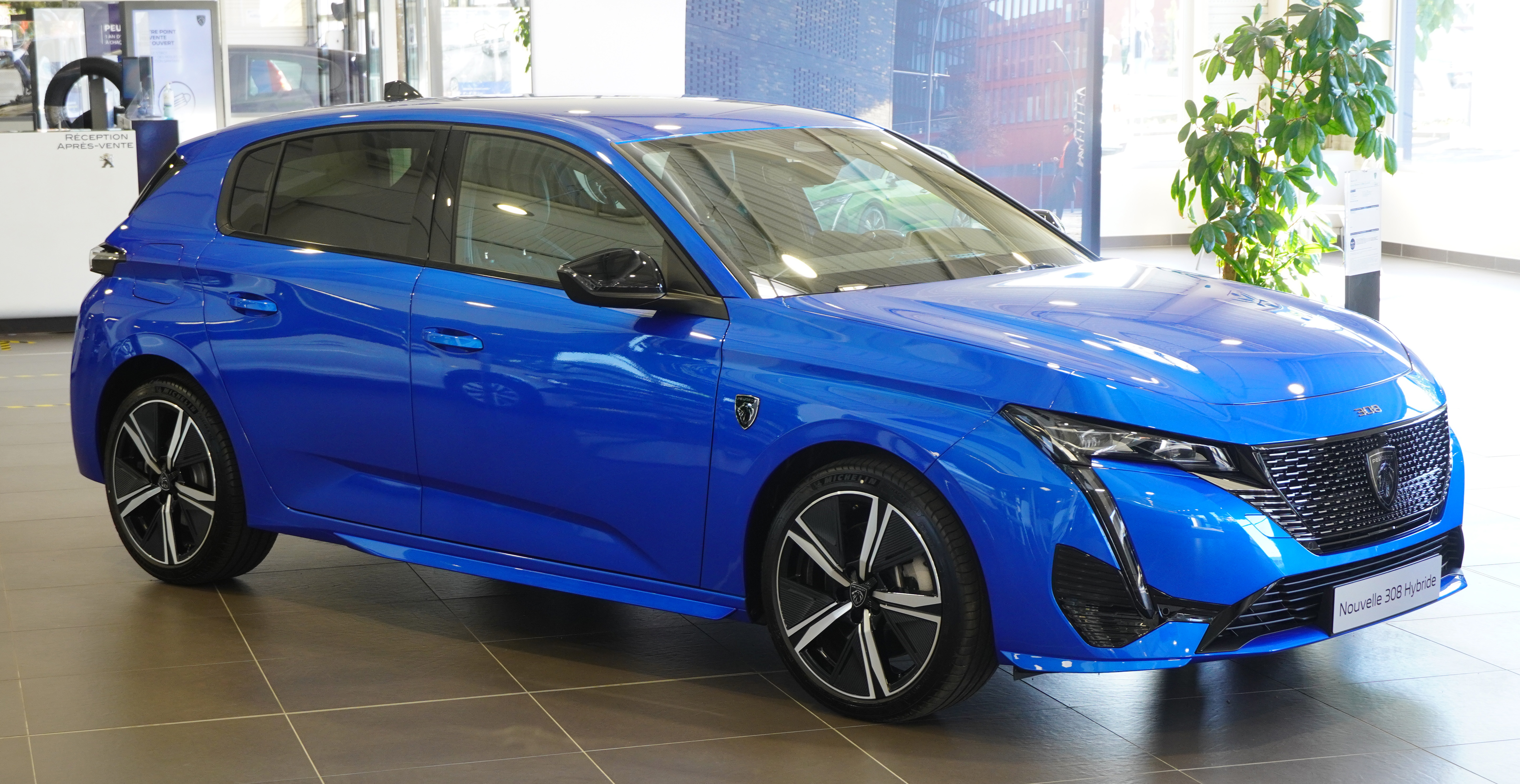
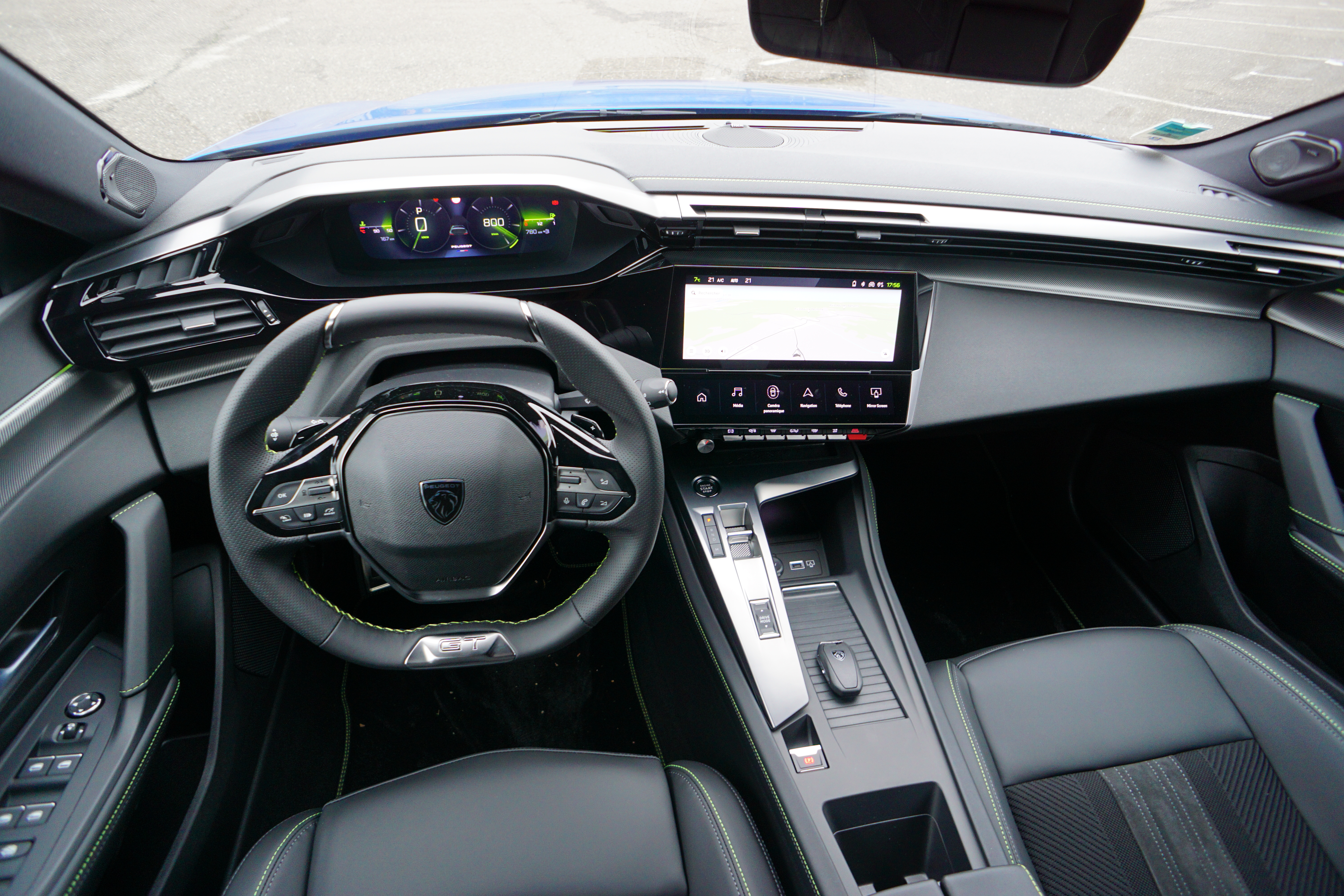

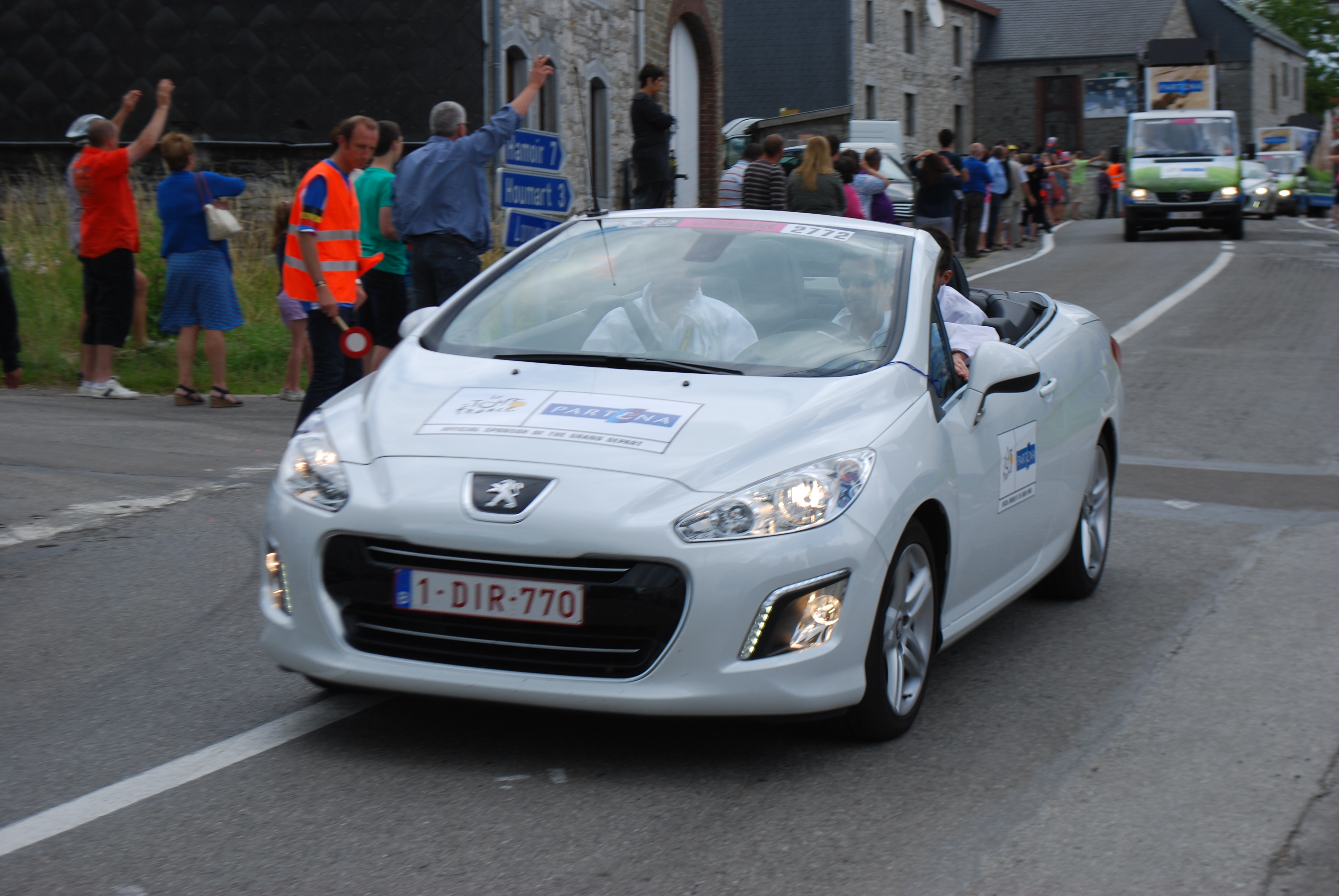
۳۰۸ سی سی نسل اول، فاز دو
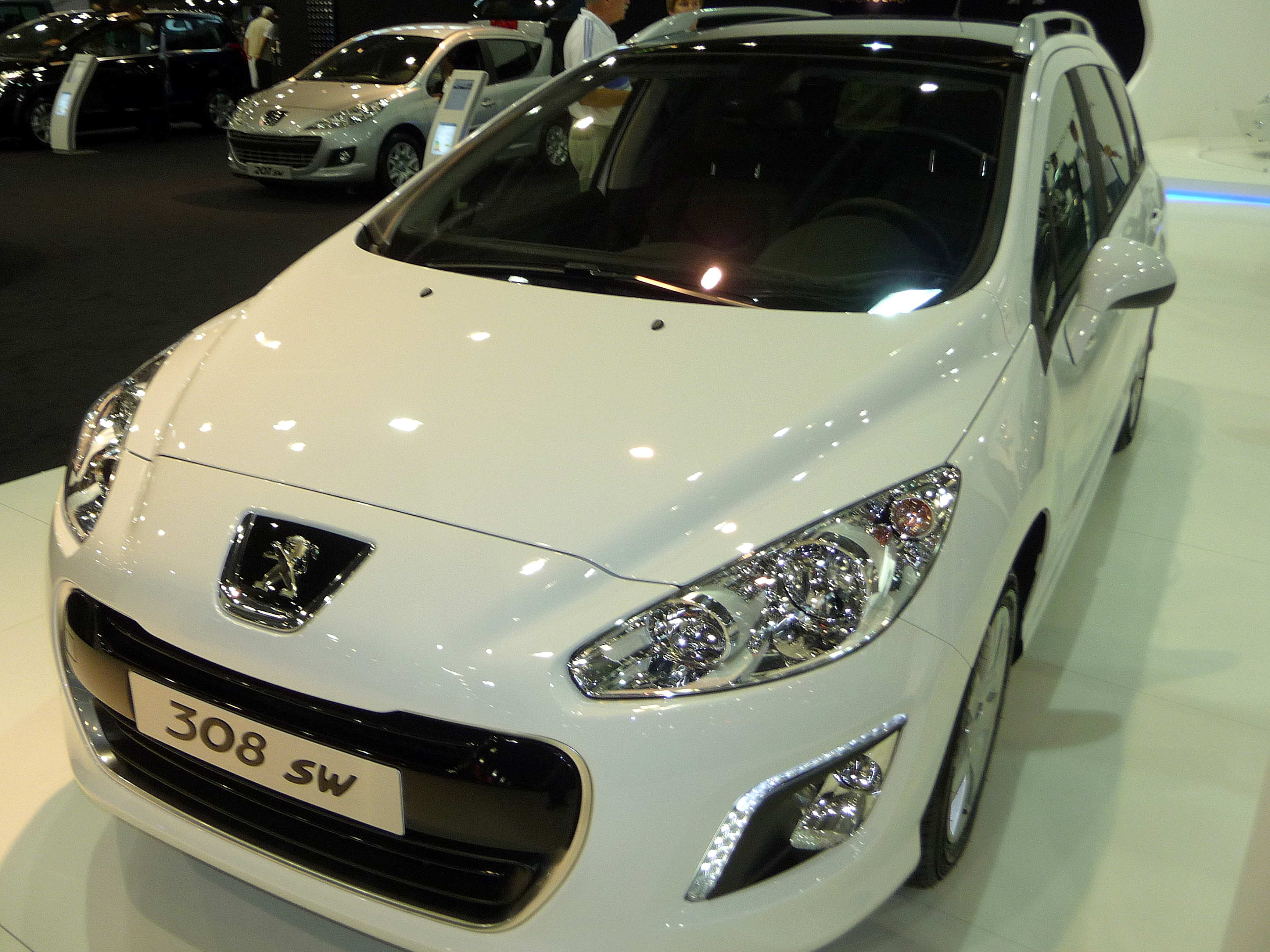
۳۰۸ استیشن نسل اول، فاز دو
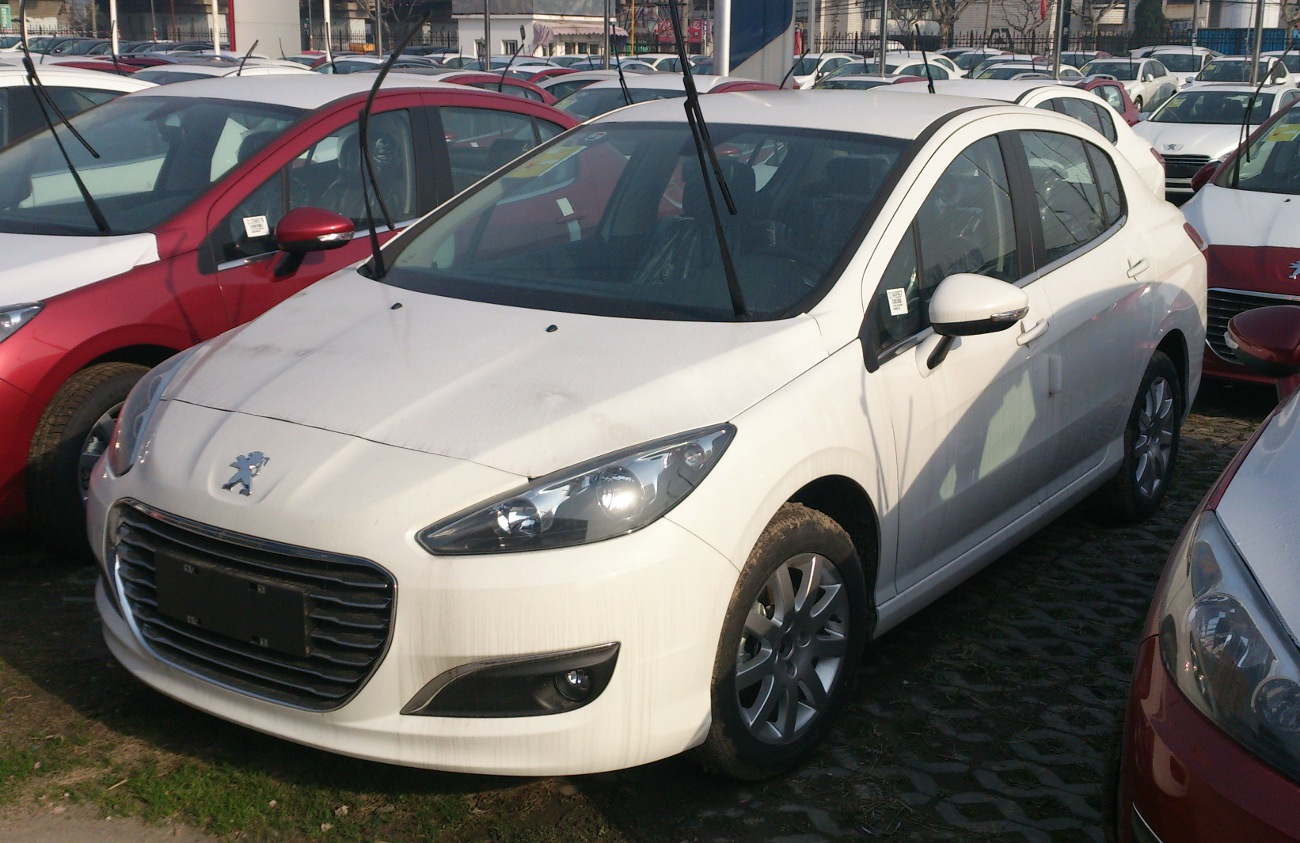
۳۰۸ سدان نسل اول
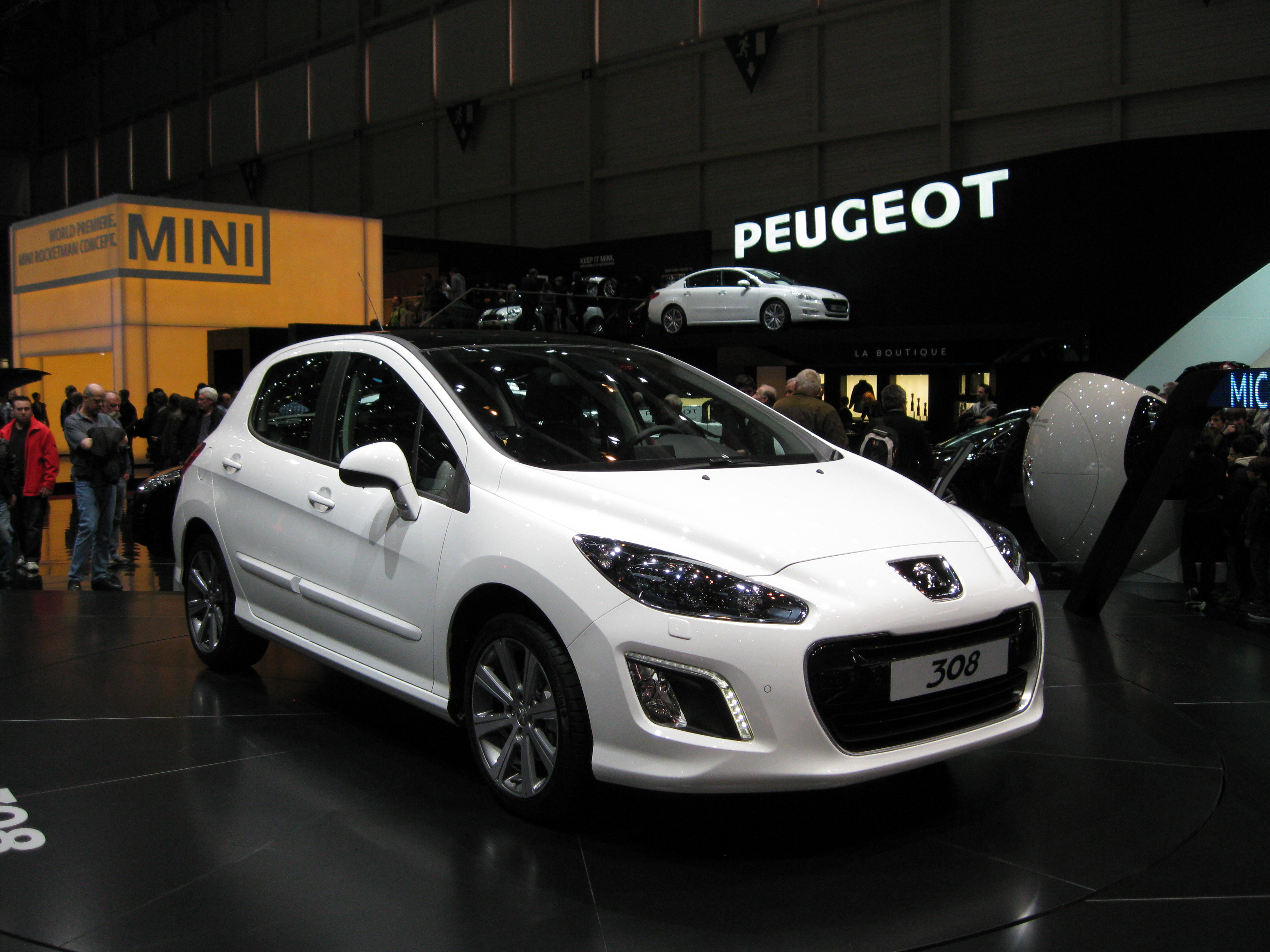
۳۰۸ هاچ بک نسل اول، فاز دو

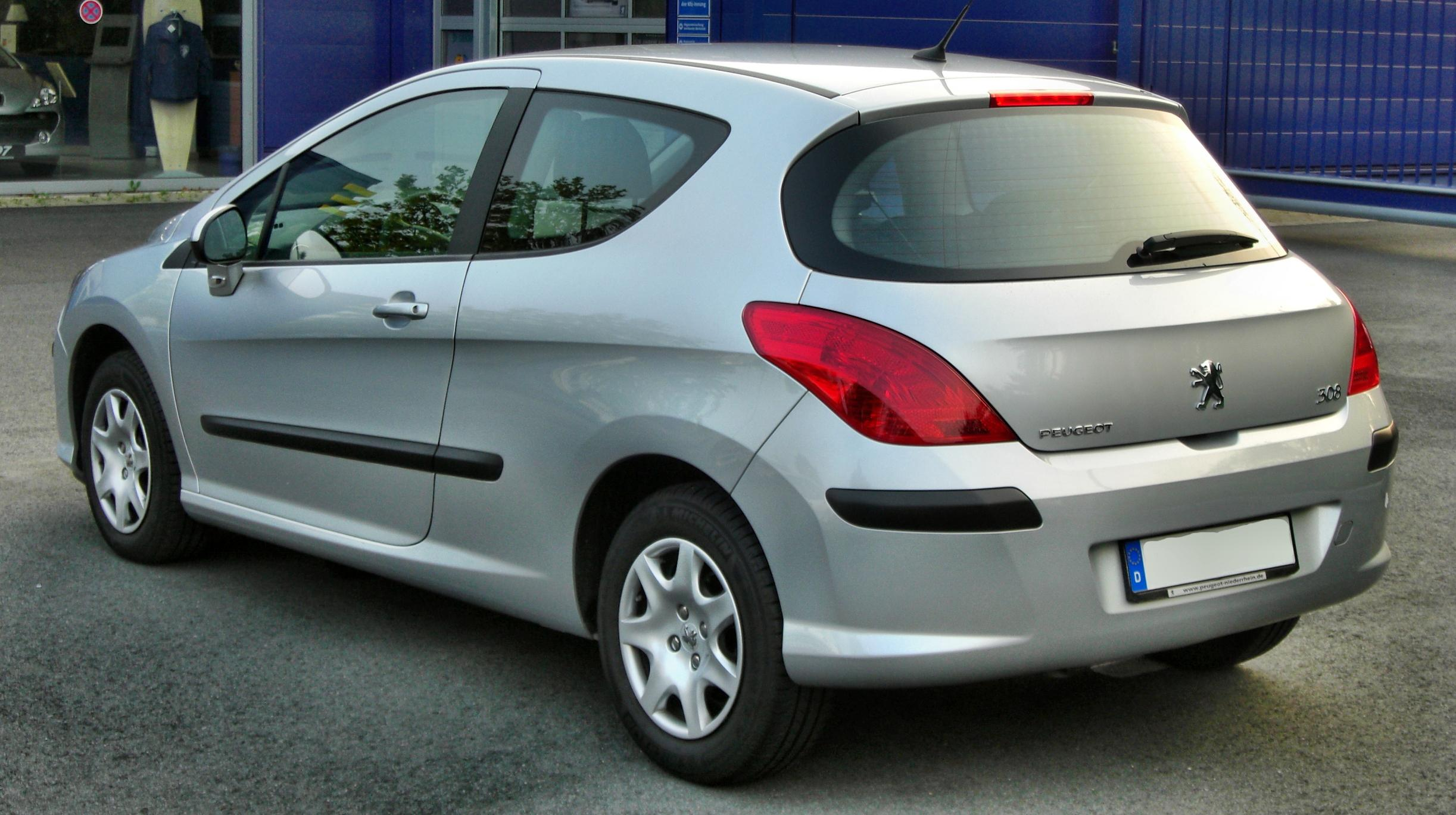
نمای پشت ۳۰۸ نسل اول، نسخه ۳ در هاچ‌بک
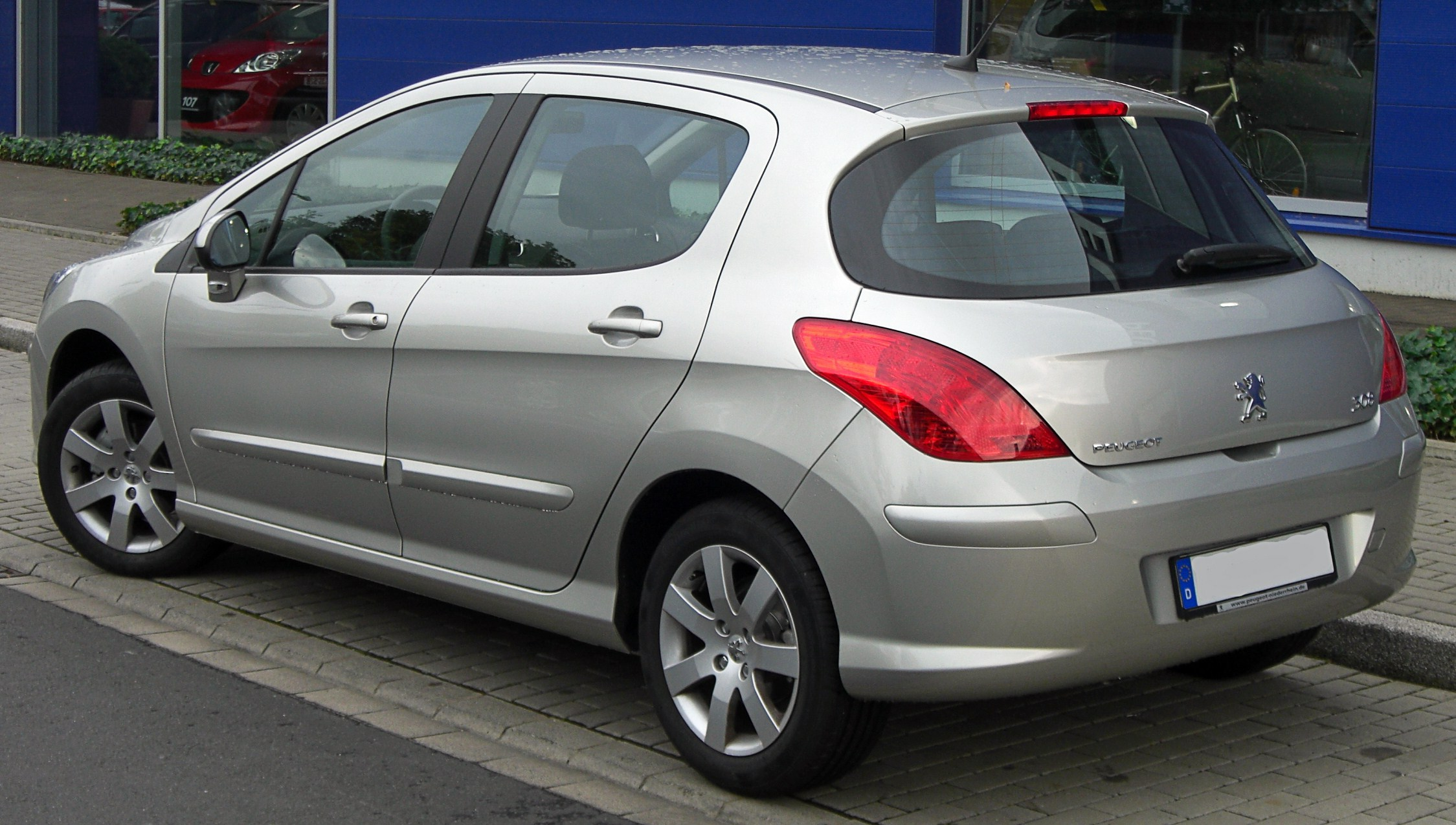
نمای پشت ۳۰۸ نسل اول، نسخه ۵ در هاچ‌بک
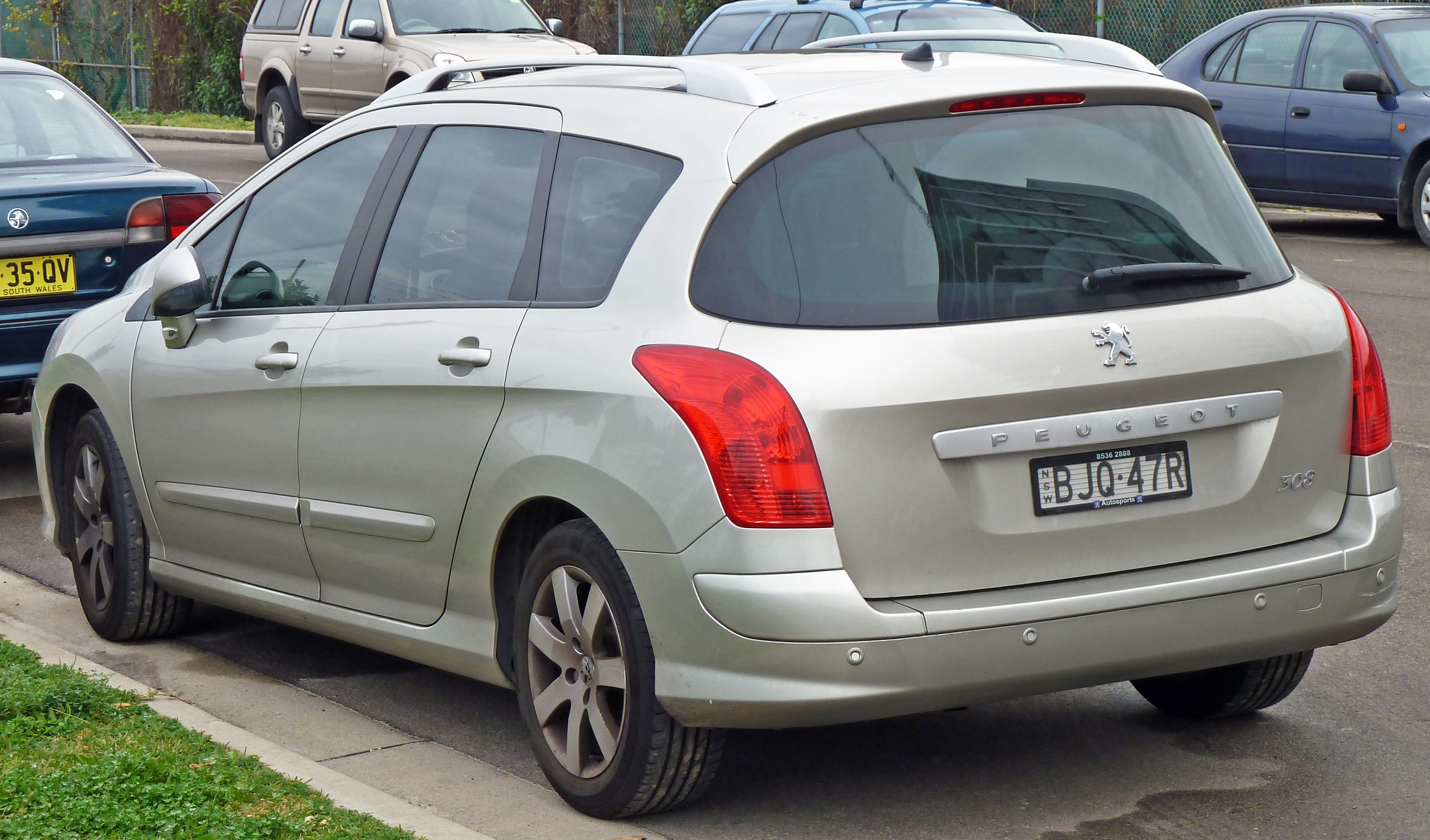
نمای پشت ۳۰۸ نسل اول نسخه استیشن
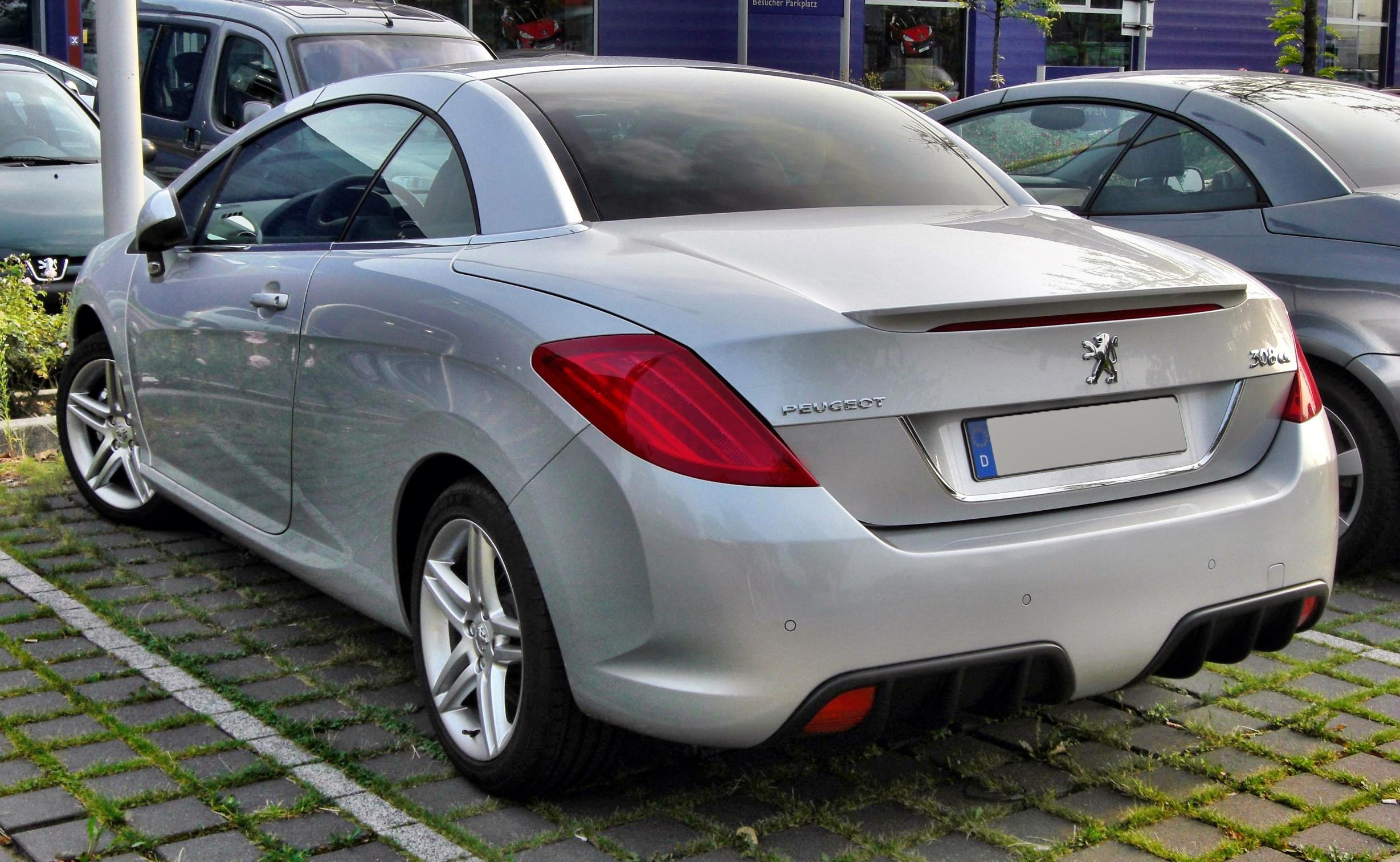
نمای پشت ۳۰۸ نسل اول کوپه روباز سی‌سی

### کانسپت‌ها

#### پژو ۳۰۸ هیبرید
شرکت روبرت بوش در سال ۲۰۰۷ اعلام کرد که آن شرکت قطعات مربوط به تکنولوژی هیبرید دیزل-الکتریک را برای پژو ۳۰۸ تولید می‌کند. در نمایشگاه خودروی ۲۰۰۷ فرانکفورت، پژو از یک نمونه اولیه از ۳۰۸ که از این تکنولوژی استفاده می‌کند رونمایی کرد. همچنین پژو از یک کانسپت در نمایشگاه خودروی پاریس سال ۲۰۰۸ با نام Prologue رونمایی کرد که در آن، از یک موتور دیزل بر روی چرخ‌های جلو و یک موتور برقی بر روی چرخ‌های عقب استفاده شده بود. این کانسپت، مقدمه ایجاد تکنولوژی HYbrid4 پژو بود.

#### ۳۰۸ آرسی‌زد کوپه

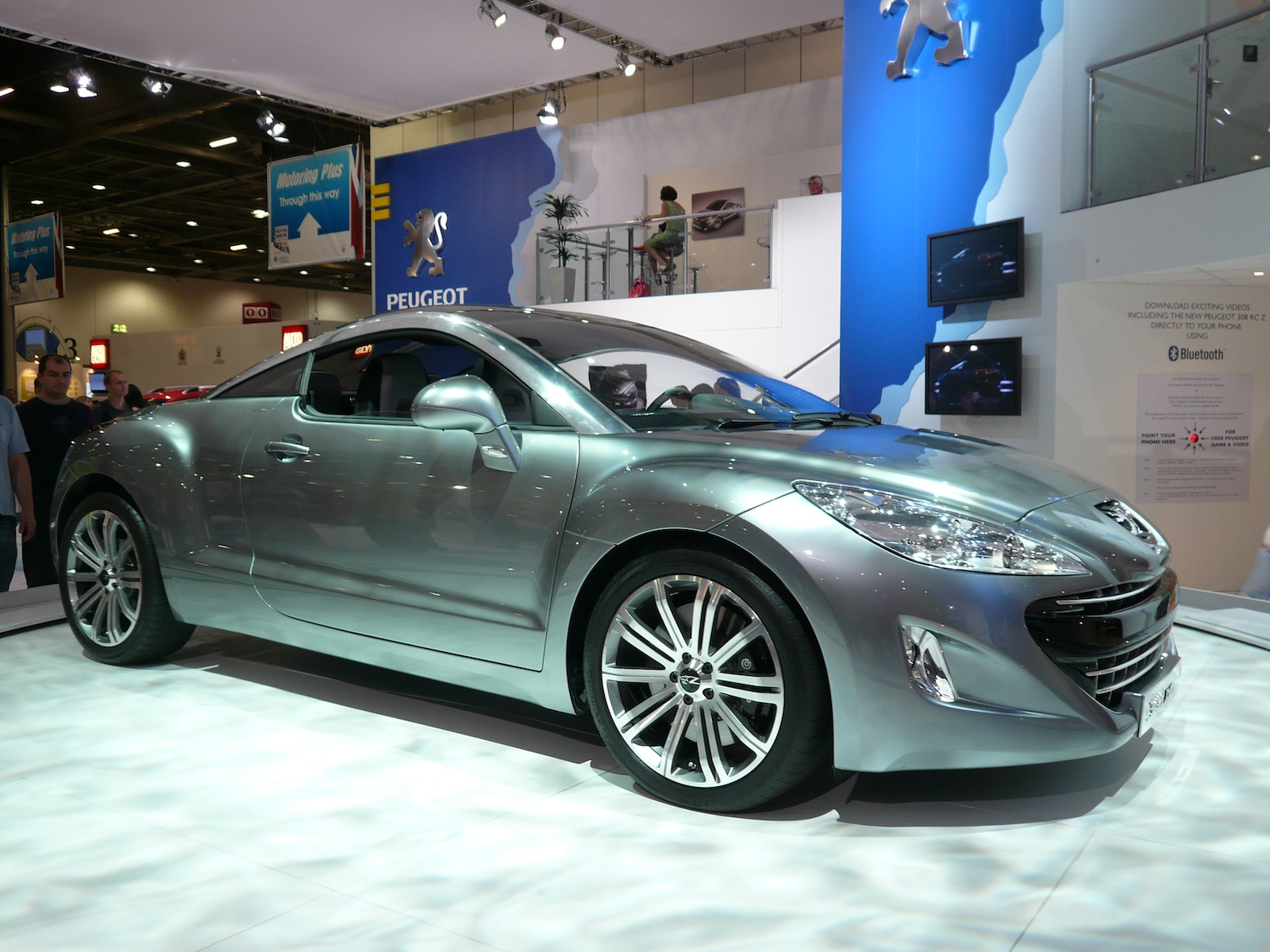
کانسپت ۳۰۸ آر سی زد کوپه

در نمایشگاه خودروی ۲۰۰۷ فرانکفورت، پژو از یک کانسپت ۲+۲ کوپه بر اساس پژو ۳۰۸ با نام پژو ۳۰۸ آرسی‌زد رونمایی نمود. ارتفاع این کانسپت، ۱۸ میلی‌متر کمتر از خودروی اصلی بود و از نظر کلاس، هم ردهٔ خودرویی مانند آئودی تی‌تی بود. مدل نهایی، در نمایشگاه سال ۲۰۰۹ فرانکفورت و با نام پژو آرسی‌زد رونمایی شد و در بهار سال ۲۰۱۰ تولید آن آغاز شد.

### جوایز
پژو ۳۰۸ در سال ۲۰۰۷ جایزه Goldene Lenkrad آلمان را از آن خود کرد. این خودرو پس از آنکه در ۹ معیار از ۱۵ معیار اصلی این جایزه امتیاز بالا کسب کرد، به عنوان بهترین خودروی خانوادگی کوچک برگزیده شد.
نسخهٔ اچ‌دی‌آی این خودرو، رکورد به صرفه‌ترین مصرف سوخت برای خودروهای در حال تولید را در رکوردهای جهانی گینس به ثبت رساند. این رکورد، در طی مسافت ۱۴٫۵۸۰ کیلومتر اندازه‌گیری، مصرف متوسط ۳٫۱۳ لیتر در هر ۱۰۰ کیلومتر را نشان می‌دهد.

### ایمنی
پژو ۳۰۸ نسل اول دو بار در مؤسسه یورو ان‌سی‌ای‌پی مورد ارزیابی ایمنی در حین تصادف قرار گرفته است. اولین آن در سال ۲۰۰۷ بود که توانست ۵ ستاره از ۵ ستاره ایمنی سرنشینان در تصادفات، ۴ ستاره از ۵ ستاره ایمنی کودکان و ۳ ستاره از ۴ ستاره دربخش عابرین پیاده را از مؤسسه یورو ان‌سی‌ای‌پی شده دریافت کند. با توجه به تغییر نحوه امتیاز دهی این مؤسسه، پژو ۳۰۸ نسل اول در دومین تست خود در سال ۲۰۰۹ توانست ۵ ستاره از ۵ ستاره ایمنی سرنشینان در تصادفات معادل ۸۲٪ ایمنی برای سرنشینان، ۸۱٪ ایمنی کودکان، ۵۳٪ عابرین پیاده و ۸۳٪ در بخش ایمنی خودرو قبل از تصادف را کسب کند.
| نتایج تست سال ۲۰۰۷  |         |
| حفاظت از سرنشینان   | ۵ ستاره |
| ایمنی کودک          | ۴ ستاره |
| حفاظت از عابر پیاده | ۳ ستاره |

| نتایج تست سال ۲۰۰۹                          |     |
| امتیاز مجموع کسب شده از مؤسسه یورو ان‌سی‌ای‌پی |     |
| حفاظت از سرنشینان                           | ۸۲٪ |
| ایمنی کودک                                  | ۸۱٪ |
| حفاظت از عابر پیاده                         | ۵۳٪ |
| ایمنی فعال                                  | ۸۳٪ |

### تعداد فروش
| سال        | ۲۰۰۷   | ۲۰۰۸    | ۲۰۰۹    | ۲۰۱۰    | ۲۰۱۱    | ۲۰۱۲    | ۲۰۱۳    |
| تعداد فروش | ۸۲٬۵۰۰ | ۲۹۰٬۱۰۰ | ۲۵۲٬۱۰۰ | ۲۲۶٬۲۰۰ | ۲۰۳٬۹۹۸ | ۲۵۲٬۰۳۷ | ۲۴۰٬۷۱۳ |

### موتورها
| موتورهای بنزینی |                         |                                       |                                                           |                                               |            |                                                                               |           |                       |                                   |
| مدل موتور       | نوع موتور               | حجم موتور (سانتی‌متر مکعب)             | قدرت                                                      | گشتاور                                        | شتاب ۰–۱۰۰ | نهایت سرعت                                                                    | گیربکس    | آلایندگی کربن دی‌اکسید | سال تولید                         |
| EP3             | خطی ۴ سیلندر            | ۱٬۳۹۷ سانتی‌متر مکعب (۸۵٫۳ اینچ مکعب)  | ۹۵ اسب بخار متری (۷۰ کیلووات؛ ۹۴ اسب بخار) در ۶۰۰۰ rpm    | ۱۳۶ نیوتن متر (۱۰۰ پوند نیرو-فوت) در ۴۰۰۰ rpm | ۱۲٫۷       | ۱۸۲ کیلومتر بر ساعت (۱۱۳ مایل بر ساعت)                                        | BVM5      | ۱۵۵ g/km              | از ۲۰۰۷ تا ۲۰۱۰                   |
| EP3 C           | خطی ۴ سیلندر            | ۱٬۳۹۷ سانتی‌متر مکعب (۸۵٫۳ اینچ مکعب)  | ۹۸ اسب بخار متری (۷۲ کیلووات؛ ۹۷ اسب بخار) در ۶۰۰۰ rpm    | ۱۳۶ نیوتن متر (۱۰۰ پوند نیرو-فوت) در ۴۰۰۰ rpm | ۱۲٫۷       | ۱۸۲ کیلومتر بر ساعت (۱۱۳ مایل بر ساعت)                                        | BVM5      | ۱۳۹ g/km              | از ۲۰۱۰ تا ۲۰۱۳                   |
| TU5JP4          | خطی ۴ سیلندر            | ۱٬۵۸۷ سانتی‌متر مکعب (۹۶٫۸ اینچ مکعب)  | ۱۰۸ اسب بخار متری (۷۹ کیلووات؛ ۱۰۷ اسب بخار) در ۵۸۰۰ rpm  | ۱۷۴ نیوتن متر (۱۲۸ پوند نیرو-فوت) در ۴۰۰۰ rpm | نامشخص     | ۱۷۵ کیلومتر بر ساعت (۱۰۹ مایل بر ساعت)                                        | BVM5      | نامشخص                | از ۲۰۰۷ تا ۲۰۱۳ (مخصوص بازار چین) |
| EP6             | خطی ۴ سیلندر            | ۱٬۵۹۸ سانتی‌متر مکعب (۹۷٫۵ اینچ مکعب)  | ۱۲۰ اسب بخار متری (۸۸ کیلووات؛ ۱۱۸ اسب بخار) در ۶۰۰۰ rpm  | ۱۶۰ نیوتن متر (۱۱۸ پوند نیرو-فوت) در ۴۲۵۰ rpm | ۱۰٫۸/۱۳    | ۱۹۵ کیلومتر بر ساعت (۱۲۱ مایل بر ساعت)/۱۸۸ کیلومتر بر ساعت (۱۱۷ مایل بر ساعت) | BVM5/BVA4 | ۱۵۵/۱۷۴ g/km          | از ۲۰۰۷ تا ۲۰۱۰                   |
| EP6 C           | خطی ۴ سیلندر            | ۱٬۵۹۸ سانتی‌متر مکعب (۹۷٫۵ اینچ مکعب)  | ۱۲۲ اسب بخار متری (۹۰ کیلووات؛ ۱۲۰ اسب بخار) در ۶۰۰۰ rpm  | ۱۶۰ نیوتن متر (۱۱۸ پوند نیرو-فوت) در ۴۲۵۰ rpm | ۱۰٫۸/۱۳    | ۱۹۵ کیلومتر بر ساعت (۱۲۱ مایل بر ساعت)/۱۸۸ کیلومتر بر ساعت (۱۱۷ مایل بر ساعت) | BVM5/BVA4 | ۱۴۷/۱۵۷ g/km          | از ۲۰۱۰ تا ۲۰۱۳                   |
| EP6 DT (5FT)    | خطی ۴ سیلندر توربو      | ۱٬۵۹۸ سانتی‌متر مکعب (۹۷٫۵ اینچ مکعب)  | ۱۴۰ اسب بخار متری (۱۰۳ کیلووات؛ ۱۳۸ اسب بخار) در ۶۰۰۰ rpm | ۲۴۰ نیوتن متر (۱۷۷ پوند نیرو-فوت) در ۱۴۰۰ rpm | ۱۰٫۲       | ۲۰۲ کیلومتر بر ساعت (۱۲۶ مایل بر ساعت)                                        | BVA4      | ۱۸۸ g/km              | از ۲۰۰۷ تا ۲۰۱۰                   |
| EP6 DT (5FX)    | خطی ۴ سیلندر توربو      | ۱٬۵۹۸ سانتی‌متر مکعب (۹۷٫۵ اینچ مکعب)  | ۱۵۰ اسب بخار متری (۱۱۰ کیلووات؛ ۱۴۸ اسب بخار) در ۶۰۰۰ rpm | ۲۴۰ نیوتن متر (۱۷۷ پوند نیرو-فوت) در ۱۴۰۰ rpm | ۸٫۷        | ۲۱۷ کیلومتر بر ساعت (۱۳۵ مایل بر ساعت)                                        | BVM5      | ۱۶۷ g/km              | از ۲۰۰۷ تا ۲۰۱۰                   |
| EP6 CDT         | خطی ۴ سیلندر توربو      | ۱٬۵۹۸ سانتی‌متر مکعب (۹۷٫۵ اینچ مکعب)  | ۱۵۶ اسب بخار متری (۱۱۵ کیلووات؛ ۱۵۴ اسب بخار) در ۶۰۰۰ rpm | ۲۴۰ نیوتن متر (۱۷۷ پوند نیرو-فوت) در ۱۴۰۰ rpm | ۸/۸٫۹      | ۲۱۴ کیلومتر بر ساعت (۱۳۳ مایل بر ساعت)/۲۱۲ کیلومتر بر ساعت (۱۳۲ مایل بر ساعت) | BVM6/BVA6 | ۱۵۵/۱۷۶ g/km          | از ۲۰۱۰ تا ۲۰۱۳                   |
| EP6 DTS         | خطی ۴ سیلندر توربو      | ۱٬۵۹۸ سانتی‌متر مکعب (۹۷٫۵ اینچ مکعب)  | ۱۷۵ اسب بخار متری (۱۲۹ کیلووات؛ ۱۷۳ اسب بخار) در ۶۰۰۰ rpm | ۲۴۰ نیوتن متر (۱۷۷ پوند نیرو-فوت) در ۱۴۰۰ rpm | ۸٫۳        | ۲۲۵ کیلومتر بر ساعت (۱۴۰ مایل بر ساعت)                                        | BVM6      | ۱۸۰ g/km              | از ۲۰۰۷ تا ۲۰۱۰                   |
| EP6 CDTX        | خطی ۴ سیلندر توربو      | ۱٬۵۹۸ سانتی‌متر مکعب (۹۷٫۵ اینچ مکعب)  | ۲۰۰ اسب بخار متری (۱۴۷ کیلووات؛ ۱۹۷ اسب بخار) در ۵۸۰۰ rpm | ۲۷۵ نیوتن متر (۲۰۳ پوند نیرو-فوت) در ۱۷۰۰ rpm | ۷٫۷        | ۲۳۷ کیلومتر بر ساعت (۱۴۷ مایل بر ساعت)                                        | BVM6      | ۱۵۹ g/km              | از ۲۰۱۰ تا ۲۰۱۳                   |
| EW10 A          | خطی ۴ سیلندر            | ۱٬۹۹۷ سانتی‌متر مکعب (۱۲۱٫۹ اینچ مکعب) | ۱۴۳ اسب بخار متری (۱۰۵ کیلووات؛ ۱۴۱ اسب بخار) در ۶۰۰۰ rpm | ۲۰۰ نیوتن متر (۱۴۸ پوند نیرو-فوت) در ۴۰۰۰ rpm | ۹٫۶        | ۲۰۸ کیلومتر بر ساعت (۱۲۹ مایل بر ساعت)                                        | BVM5      | نامشخص                | از ۲۰۰۷ تا ۲۰۱۳ (مخصوص بازار چین) |
| موتورهای دیزلی  |                         |                                       |                                                           |                                               |            |                                                                               |           |                       |                                   |
| DV6 ATED4       | ۴ سیلندر خطی توربو دیزل | ۱٬۵۶۰ سانتی‌متر مکعب (۹۵ اینچ مکعب)    | ۹۰ اسب بخار متری (۶۶ کیلووات؛ ۸۹ اسب بخار) در ۳۶۰۰ rpm    | ۲۱۵ نیوتن متر (۱۵۹ پوند نیرو-فوت) در ۱۷۵۰ rpm | ۱۲٫۶       | ۱۸۰ کیلومتر بر ساعت (۱۱۲ مایل بر ساعت)                                        | BVM5      | ۱۲۰ g/km              | از ۲۰۰۷ تا ۲۰۱۰                   |
| DV6 DTED        | ۴ سیلندر خطی توربو دیزل | ۱٬۵۶۰ سانتی‌متر مکعب (۹۵ اینچ مکعب)    | ۹۲ اسب بخار متری (۶۸ کیلووات؛ ۹۱ اسب بخار) در ۳۶۰۰ rpm    | ۲۳۰ نیوتن متر (۱۷۰ پوند نیرو-فوت) در ۱۷۵۰ rpm | ۱۲         | ۱۸۰ کیلومتر بر ساعت (۱۱۲ مایل بر ساعت)                                        | BVM5      | ۱۱۵ g/km              | از ۲۰۱۰ تا ۲۰۱۳                   |
| DV6 TED4        | ۴ سیلندر خطی توربو دیزل | ۱٬۵۶۰ سانتی‌متر مکعب (۹۵ اینچ مکعب)    | ۱۱۰ اسب بخار متری (۸۱ کیلووات؛ ۱۰۸ اسب بخار) در ۳۶۰۰ rpm  | ۲۴۰ نیوتن متر (۱۷۷ پوند نیرو-فوت) در ۱۷۵۰ rpm | ۱۱٫۳       | ۱۹۱ کیلومتر بر ساعت (۱۱۹ مایل بر ساعت)                                        | BVM5      | ۱۲۰ g/km              | از ۲۰۰۷ تا ۲۰۱۰                   |
| DV6 CTED        | ۴ سیلندر خطی توربو دیزل | ۱٬۵۶۰ سانتی‌متر مکعب (۹۵ اینچ مکعب)    | ۱۱۲ اسب بخار متری (۸۲ کیلووات؛ ۱۱۰ اسب بخار) در ۳۶۰۰ rpm  | ۲۷۰ نیوتن متر (۱۹۹ پوند نیرو-فوت) در ۱۷۵۰ rpm | ۱۱٫۴       | ۱۹۰ کیلومتر بر ساعت (۱۱۸ مایل بر ساعت)                                        | BMP6      | ۹۵ g/km               | از ۲۰۱۰ تا ۲۰۱۳                   |
| DV6 CTED4       | ۴ سیلندر خطی توربو دیزل | ۱٬۵۶۰ سانتی‌متر مکعب (۹۵ اینچ مکعب)    | ۱۱۵ اسب بخار متری (۸۵ کیلووات؛ ۱۱۳ اسب بخار) در ۳۶۰۰ rpm  | ۲۷۰ نیوتن متر (۱۹۹ پوند نیرو-فوت) در ۱۷۵۰ rpm | ۱۱٫۴       | ۱۹۰ کیلومتر بر ساعت (۱۱۸ مایل بر ساعت)                                        | BVM6      | ۱۰۰ g/km              | از ۲۰۰۷ تا ۲۰۱۰                   |
| DW10 BTED4      | ۴ سیلندر خطی توربو دیزل | ۱٬۹۹۷ سانتی‌متر مکعب (۱۲۱٫۹ اینچ مکعب) | ۱۳۶ اسب بخار متری (۱۰۰ کیلووات؛ ۱۳۴ اسب بخار) در ۴۰۰۰ rpm | ۳۲۰ نیوتن متر (۲۳۶ پوند نیرو-فوت) در ۲۰۰۰ rpm | ۱۰٫۱/۱۰٫۶  | ۲۱۰ کیلومتر بر ساعت (۱۳۰ مایل بر ساعت)                                        | BVM6/BVA6 | ۱۴۶/۱۶۰ g/km          | از ۲۰۰۷ تا ۲۰۱۰                   |
| DW10 BTED4E5    | ۴ سیلندر خطی توربو دیزل | ۱٬۹۹۷ سانتی‌متر مکعب (۱۲۱٫۹ اینچ مکعب) | ۱۴۰ اسب بخار متری (۱۰۳ کیلووات؛ ۱۳۸ اسب بخار) در ۴۰۰۰ rpm | ۳۲۰ نیوتن متر (۲۳۶ پوند نیرو-فوت) در ۲۰۰۰ rpm | ۱۰٫۱       | ۲۰۵ کیلومتر بر ساعت (۱۲۷ مایل بر ساعت)                                        | BVM6      | ۱۳۹ g/km              | از ۲۰۱۰ تا ۲۰۱۳                   |
| DW10 DTED4      | ۴ سیلندر خطی توربو دیزل | ۱٬۹۹۷ سانتی‌متر مکعب (۱۲۱٫۹ اینچ مکعب) | ۱۵۰ اسب بخار متری (۱۱۰ کیلووات؛ ۱۴۸ اسب بخار) در ۴۰۰۰ rpm | ۳۲۰ نیوتن متر (۲۳۶ پوند نیرو-فوت) در ۲۰۰۰ rpm | ۸٫۸        | ۲۰۵ کیلومتر بر ساعت (۱۲۷ مایل بر ساعت)                                        | BVM6      | ۱۲۹ g/km              | از ۲۰۱۰ تا ۲۰۱۳                   |
| DW10 FDTED4     | ۴ سیلندر خطی توربو دیزل | ۱٬۹۹۷ سانتی‌متر مکعب (۱۲۱٫۹ اینچ مکعب) | ۱۶۳ اسب بخار متری (۱۲۰ کیلووات؛ ۱۶۱ اسب بخار) در ۴۰۰۰ rpm | ۳۲۰ نیوتن متر (۲۳۶ پوند نیرو-فوت) در ۲۰۰۰ rpm | ۱۱٫۷       | ۱۹۷ کیلومتر بر ساعت (۱۲۲ مایل بر ساعت)                                        | BVA6      | ۱۷۴ g/km              | از ۲۰۰۷ تا ۲۰۱۰                   |

## نسل دوم (تی۹؛ ۲۰۱۲)
پژو ۳۰۸ نسل دوم، یک خودروی خانوادگی کوچک است که برای اولین بار در سپتامبر سال ۲۰۱۳ در نمایشگاه خودروی فرانکفورت رونمایی شد و در ۱۲ سپتامبر همان سال به بازار ارائه گشت. این خودرو از پلت فرم EMP2 پی‌اس‌ای بهره می‌برد که متفاوت با ۳۰۸ نسل اول می‌باشد که بر روی پلت فرم PF2 پی‌اس‌ای بنا نهاده شده بود و در چهره، سبک طراحی جدید پژو را نمایش می‌دهد که پیشتر بر روی پژو ۵۰۸ نسل اول و پژو ۲۰۸ نسل اول ارائه شده بود؛ و جایگزین پژو ۳۰۸ نسل اول شد. پژو ۳۰۸ نسل دوم، ۱۲ سال پس از پژو ۳۰۷، به عنوان خودروی سال اروپا در سال ۲۰۱۴ انتخاب شد.

### معرفی

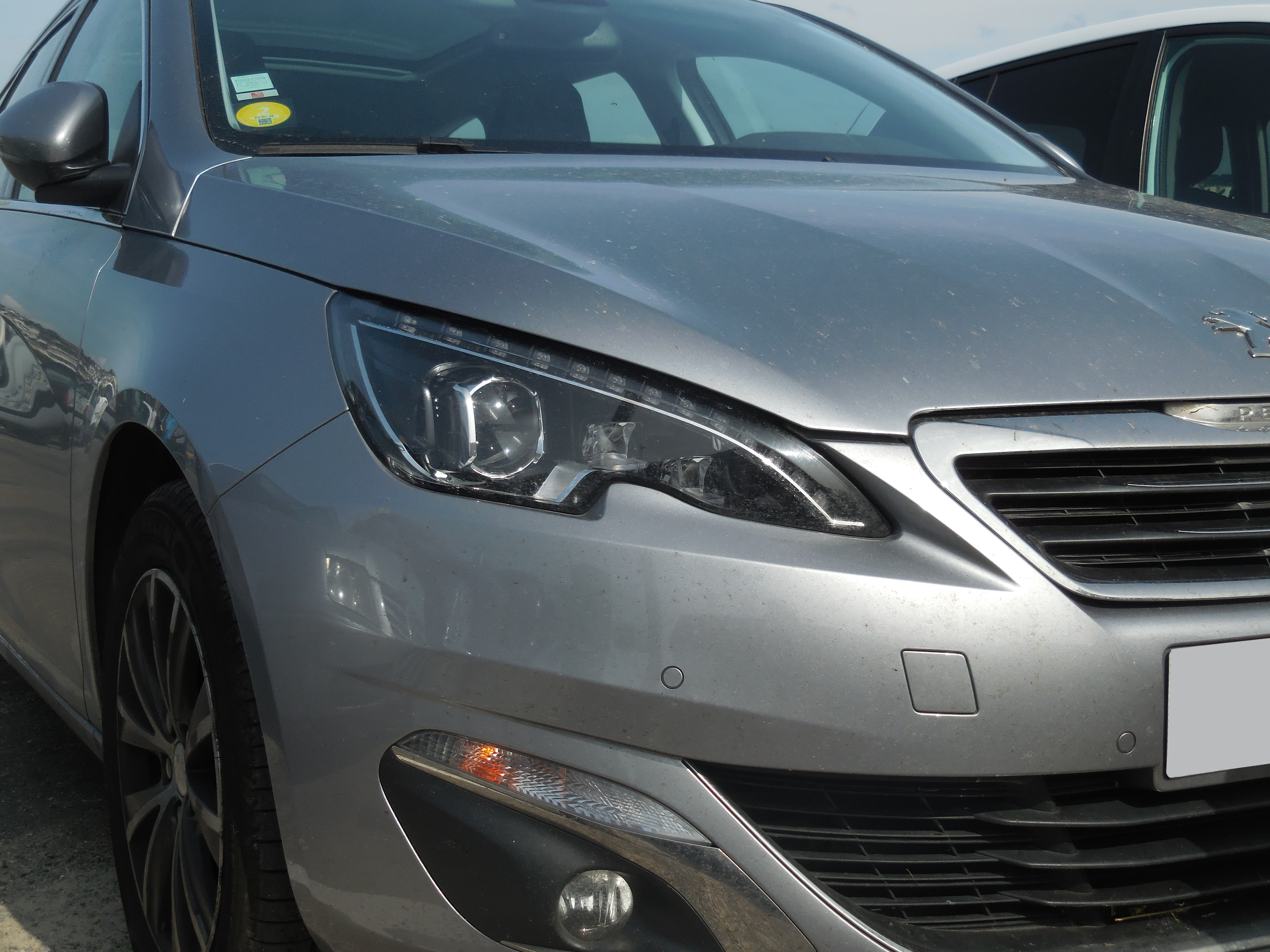
چراغ جلو پژو ۳۰۸ نسل دوم، فاز اول دارای تکنولوژی فول ال‌ئی‌دی

این، نخستین بار بود که پژو همانند سایر خودروسازان یک نام را برای دو نسل متفاوت از یک خودرو حفظ می‌کرد و خودروی جدید با نام قبلی را ارائه می‌داد. از آنجاییکه پژو ۳۰۹ بین سال‌های ۱۹۸۵ تا ۱۹۹۳ تولید می‌شد، پژو با یک مشکل اساسی در نام‌گذاری خودروی جدید از سری 30X پس از ۳۰۸ نسل اول مواجه گشت؛ بنابراین، برای رفع این مشکل تصمیم گرفته شد تا عدد ۸ برای کل محدوده خودروهای پژو ثابت شود و نسل‌های جدید براساس نام‌گذاری ثابت X08 یا X008 ارائه شوند و عدد ۱ هم در فرمت X01 برای خودروهای ارائه شده در بازارهای نوظهور در نظر گرفته شد (همانند پژو ۳۰۱).
پژو ۳۰۸ نسل دوم با کد داخلی تی۹ تولید می‌شود. (تی۹۱ برای نسخه هاچ بک ۵ در و تی۹۲ برای نسخه استیشن واگن بکار می‌رود)
یکی از تکنولوژی‌های جدید این خودرو، استفاده از چراغ‌های جلوی فول ال‌ئی‌دی می‌باشد که به طرز زیبایی چهره جلوی خودرو را شکل می‌دهد. این خودرو یکی از اولین خودروهای تجاری تولید انبوه دنیا بود که برای اولین بار از این تکنولوژی استفاده می‌کردند.

### تاریخچه

#### فاز اول
پژو ۳۰۸ نسل دوم، با چهره‌ای جدید که بیانگر سبک طراحی جدید پژو بود و بر روی پلت فرمی جدید طراحی و تولید شد. این خودرو در داخل از سبک i-Cockpit پژو بهره می‌برد که اولین بار بر روی پژو ۲۰۸ نسل اول ارائه شده بود و شامل فرمان کوچک با زوایای قرارگیری فوق ارگونومیک و صفحه نمایشگرهای جدید به همراه یک نمایشگر در مرکز داشبورد برای کنترل تجهیزات صوتی و تهویه مطبوع خودرو می‌شود.

#### فاز دوم

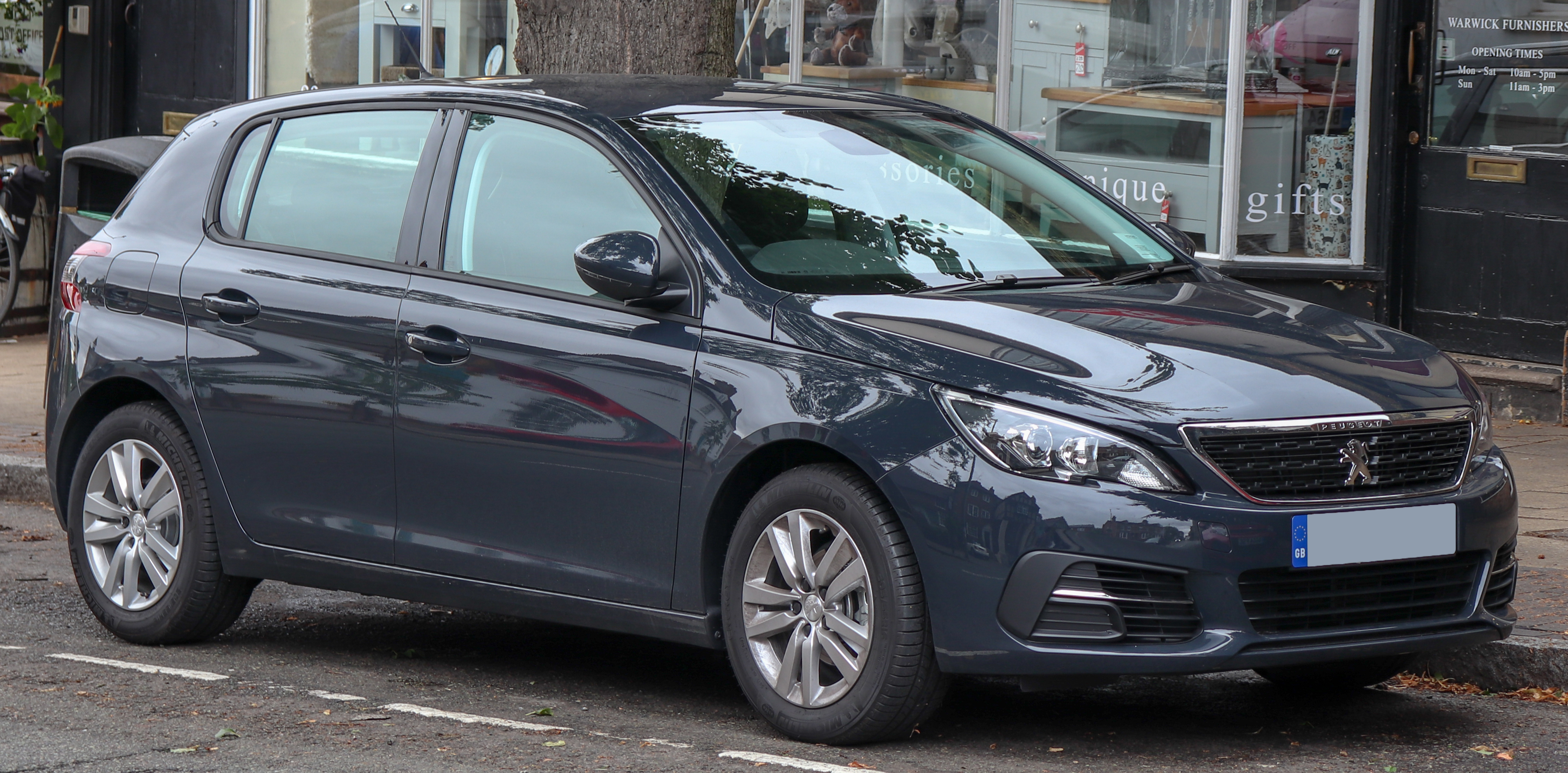
پژو ۳۰۸ نسل دوم، فاز دو

پژو ۳۰۸ نسل دوم، درطی سال ۲۰۱۷ مورد بازنگری در طراحی قرار گرفت. چهره جلویی خودرو مجدداً طراحی شد و بازه موتورهای مورد استفاده به روزرسانی شد. در راستای ارتقای استاندارد آلایندگی به Euro 6c، موتور بنزینی ۱۲۰۰ سی سی ۸۲ اسبی PureTech از رده خارج شد و موتورهای دیزلی ۱۶۰۰ سی سی با قدرت‌های ۱۰۰ و ۱۳۰ اسب برای نصب بر روی این خودرو معرفی شدند. همچنین یک گیربکس اتوماتیک ۸ دنده جدید به نام EAT8 برای نصب بر روی موتورهای ۱۲۰۰ سی سی PureTech با قدرت ۱۳۰اسب بخار، ۱۶۰۰ دیزل با قدرت ۱۳۰ اسب بخار و ۲۰۰۰ دیزل با قدرت‌های ۱۵۰ و ۱۸۰ اسب بخار معرفی گشت. همچنین در بخش تکنولوژی داخل خودرو نیز دچار تحول شد و یک نمایشگر لمسی خازنی دارای تکنولوژی Mirror screen جایگزین نمایشگر پیشین شد. از جمله تجهیزات جدیدی که به این خودرو افزوده شدند می‌توان به سیستم اخطار حرکت بین خطوط، رادار تنظیم فاصله، دوربین ۳۶۰ درجه حول خودرو و … نام برد.

### مشخصات
پژو ۳۰۸ نسل دوم، اولین خودروی گروه پی‌اس‌ای بود که برمبنای پلت فرم جدید ئی‌ام‌پی۲ ارائه می‌شد؛ در نتیجه معماری متفاوتی را دربر می‌گیرد. با توجه به وزن و ابعاد کمتر نسبت به نسل اول، یک مدل موتور از سری EB با بلوک جدید برای این خودرو در نظر گرفته شد که ۱۳ اسب بخار ضعیفتر از ضعیفترین موتور نسل پیشین بود و ۸۲ اسب بخار به صورت تنفس طبیعی نیرو تولید می‌کرد. این موتور در فیس لیفت سال ۲۰۱۷ از این خودرو حذف شد.
این خودرو مظهر پیشرفت در کیفیت خودروهای پژو محسوب می‌گردد. براساس صحبت مدیر تولید پژو، لوران بلانچت، هدف ایجاد کیفیتی جدید پس از سه سال تولید این خودرو بوده است.

### جوایز
پژو ۳۰۸ نسل دوم، ۱۲ سال پس از آنکه پژو ۳۰۷ در سال ۲۰۰۲ جایزهٔ خودروی سال اروپا را از آن خود کرده بود، توانست در سال ۲۰۱۴ این عنوان را کسب نماید و لقب خودروی سال اروپا در سال ۲۰۱۴ را از آن خود کند. در این سال، خودروهای ب‌ام‌و آی۳ و تسلا مدل اس در رده‌های دوم و سوم پس از پژو ۳۰۸ قرار گرفتند. در همان سال، این خودرو عنوان کامپکت محبوب فرانسه را به وسیله نظرسنجی مجله L'Automobile Magazine از جامعه آماری ۱۰هزار نفری کسب کرد. همچنین این خودرو موفق به کسب جایزه بهترین طراحی داخلی از فستیوال بین‌المللی خودرو شد.
در ۲۶ ژانویه ۲۰۱۶، ۱۳ خبرنگار از مجله Kilomètres Entreprise، عنوان خودروی اقتصادی سال ۲۰۱۶ در رده خودروهای کامپکت اقتصادی سال ۲۰۱۶ را به نسخه ۱۲۰ اسب بخاری دیزل این خودرو اعطا کردند. در فوریه همان سال، این خودرو موفق به کسب جایزه Best Cars برای بهترین خودروی کامپکت، توسط یک هیئت داوران از خوانندگان مجله L'Automobile Magazine شد.
این خودرو همچنین توسط انجمن مجلات خودرویی ایتالیا، عنوان بهترین خودروی اروپا در سال ۲۰۱۵ در ایتالیا را کسب کرد و در سوئیس، توسط مجله معتبر Schweizer Illustrierte و چهار مجله دیگر نیز عنوان خودروی سال را کسب کرد.

### ایمنی
پژو ۳۰۸ نسل دوم در سال ۲۰۱۳ در مؤسسه یورو ان‌سی‌ای‌پی مورد ارزیابی ایمنی در حین تصادف قرار گرفته است که توانسته ۵ ستاره از ۵ ستاره ایمنی سرنشینان در تصادفات معادل ۹۲٪ ایمنی برای سرنشینان، ۷۹٪ ایمنی کودکان، ۶۴٪ عابرین پیاده و ۸۱٪ در بخش ایمنی خودرو قبل از تصادف را کسب کند.
| نتایج تست سال ۲۰۱۳                          |     |
| امتیاز مجموع کسب شده از مؤسسه یورو ان‌سی‌ای‌پی |     |
| حفاظت از سرنشینان                           | ۹۲٪ |
| ایمنی کودک                                  | ۷۹٪ |
| حفاظت از عابر پیاده                         | ۶۴٪ |
| ایمنی فعال                                  | ۸۱٪ |

### تعداد فروش
| سال        | ۲۰۱۴    | ۲۰۱۵    | ۲۰۱۶    | ۲۰۱۷    |
| تعداد فروش | ۲۹۶٬۶۲۹ | ۳۵۶٬۳۶۵ | ۳۱۶٬۷۳۸ | ۲۴۲٬۱۳۲ |

### نگارخانه
- هاچ‌بک (پیش از فیس لیفت) نمای عقب
- استیشن واگن (پیش از فیس لیفت)
- داخل
- هاچ‌بک (فیس لیفت) جلو
- هاچ‌بک (فیس لیفت) عقب
- سدان
- استیشن واگن (فیس لیفت)
- پژو ۳۰۸ جی‌تی‌آی (پیش از فیس لیفت) جلو
- پژو ۳۰۸ جی‌تی‌آی (پیش از فیس لیفت) عقب
- پژو ۳۰۸ جی‌تی‌آی (فیس لیفت) جلو
- پژو ۳۰۸ جی‌تی‌آی (فیس لیفت) عقب

## نسل سوم (پی۵؛ ۲۰۲۱)
نسل سوم این خودرو در ۱۸ مارس ۲۰۲۱ رونمایی شد و در پائیز این سال عرضه خواهد شد. این خودرو بر مبنای نسل سوم پلتفرم EMP2 ساخته شده است. همچنین این نخستین خودرو با نشان جدید پژو است.